# Преступление и наказание
«Преступле́ние и наказа́ние» (рус. дореф. Преступленіе и наказаніе) — социально-психологический и социально-философский роман Фёдора Михайловича Достоевского, над которым писатель работал в 1865—1866 годах. Впервые опубликован в 1866 году в журнале «Русский вестник» (№ 1, 2, 4, 6—8, 11, 12). Через год вышло в свет отдельное издание, структура которого была немного изменена по сравнению с журнальной редакцией; кроме того, автор внёс в книжный вариант ряд сокращений и стилистических правок.
Замысел «Преступления и наказания» созревал у Достоевского в течение многих лет, однако центральная тема, связанная с идеей главного героя об «обыкновенных» и «необыкновенных» людях, начала формироваться только в 1863 году в Италии. Приступив к непосредственной работе над произведением, автор объединил черновики незавершённого романа «Пьяненькие», в котором была намечена сюжетная линия, повествующая о семье Мармеладовых, и наброски романа-исповеди, задуманного как откровение каторжанина. В процессе работы план расширился, и в основу сюжета легло преступление студента Родиона Раскольникова, убившего ради спасения близких старуху-процентщицу. При этом криминальная история стала для автора не только темой, но и поводом для размышлений о социальных обстоятельствах, толкающих человека на преступления, а также возможностью показать, какие сложные «химические» процессы происходят в душах людей. Одним из образов романа стал большой город второй половины XIX века, жизнь в котором полна конфликтов и драм. В произведении воссозданы узнаваемые приметы времени, воспроизведена петербургская топография.
Выход «Преступления и наказания» в свет вызвал бурную полемику в литературном сообществе России; отзывы рецензентов варьировались в диапазоне от восторга до полного неприятия. С фундаментальным анализом произведения выступили такие современники Достоевского, как Дмитрий Писарев, Николай Страхов, Николай Ахшарумов. В 1880-х годах произведение было переведено на французский, немецкий, шведский, английский, польский, венгерский, итальянский, датский, норвежский, финский языки. Произведение оказало влияние на мировой литературный процесс: во французской, итальянской, немецкой литературе появились романы-«спутники», продолжавшие развитие темы, заданной Достоевским. Роман был неоднократно инсценирован (первые моноспектакли появились в 1880-х годах, первая театральная постановка в России осуществлена в 1899 году, первая зарубежная сценическая версия представлена в Париже в 1888 году) и экранизирован.

## История создания

### Путь от замысла до воплощения
Замысел произведения о так называемой «сильной личности», не боящейся ни угрызений совести, ни людского суда, начал созревать у Достоевского ещё на каторге. Осенью 1859 года Фёдор Михайлович сообщил в письме брату, что планирует в ближайшее время приступить к работе над романом-исповедью, основные контуры которого сформировались у него «на нарах, в тяжёлую минуту грусти и саморазложения». Однако путь от задумки до реализации оказался более долгим, и чертами человека, который «мог повелевать собою безгранично», автор вначале наделил каторжника Орлова из «Записок из Мёртвого дома».
Летом 1865 года, находясь в сложной финансовой ситуации, писатель обратился к издателю журнала «Отечественные записки» Андрею Краевскому с просьбой выдать ему авансом 3000 рублей за ещё не написанный роман «Пьяненькие», в котором наметилась сюжетная канва, связанная с «картинами жизни» семьи Мармеладовых. Аналогичное предложение Достоевский направил и редактору «Санкт-Петербургских ведомостей» Валентину Коршу, пообещав предоставить готовую рукопись не позднее октября. В обоих случаях последовал отказ. В итоге писатель получил нужную сумму от издателя Фёдора Стелловского, который взамен приобрёл все права на выпуск трёхтомного собрания сочинений Достоевского. Кроме того, Стелловский взял с Фёдора Михайловича обещание, что тот напишет для него новый роман (получивший впоследствии название «Игрок») не позднее ноября 1866 года.
Договор, заключённый со Стелловским, дал возможность писателю расплатиться с первоочередными долгами и выехать за границу. Там финансовые проблемы Достоевского обострились, потому что, находясь в Висбадене, он за пять дней проиграл в казино все деньги и часть личных вещей, включая карманные часы. В письме, адресованном Аполлинарии Сусловой (август 1865 года), Фёдор Михайлович сообщил, что в гостинице ему было отказано в обедах и других услугах: «Платье и сапоги не чистят, на мой зов не идут». Там, в маленьком номере, «без денег, без еды и без света», писатель приступил к работе над «Преступлением и наказанием». По замечанию литературоведа Леонида Гроссмана, давно вызревавшие идеи в момент денежного краха «дали какое-то новое сочетание и выдвинули на первый план замысел криминальной композиции».
В сентябре того же 1865 года Достоевский предложил редактору журнала «Русский вестник» Михаилу Каткову разместить своё новое произведение на страницах его издания, сообщив, что начатая им работа — это «психологический отчёт одного преступления»:

Действие современное, в нынешнем году. Молодой человек, исключённый из студентов университета… решился убить одну старуху, титулярную советницу, дающую деньги под проценты… В повести моей есть, кроме того, намёк на ту мысль, что налагаемое юридическое наказание за преступление гораздо меньше устрашает преступника, чем думают законодатели, отчасти потому, что он и сам его нравственно требует.

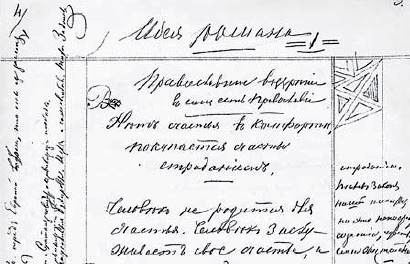
Страница из тетради Ф. М. Достоевского с изложением идеи «Преступления и наказания»

В октябре Катков отправил Достоевскому 300 рублей в качестве задатка; правда, деньги пришли в Висбаден с некоторым опозданием — к тому времени писатель уже выехал обратно в Россию. Работа над «Преступлением и наказанием» была продолжена в Петербурге, причём в ноябре 1865 года Фёдор Михайлович забраковал и сжёг многостраничный черновик и начал писать заново. Через месяц он предоставил Каткову первые семь листов романа. Далее произведение отсылалось в «Русский вестник» частями по мере готовности. В одном из писем Достоевский сообщал: «Сижу над работой, как каторжник… Всю зиму никуда не ходил, никого и ничего не видел, в театре был только раз… И так продолжится до окончания романа — если не посадят в долговое отделение».

### Творческая история
Судя по черновикам Достоевского, при работе над «Преступлением и наказанием» он прошёл три творческих этапа. Произведение, начатое в гостиничном номере Висбадена, представляло собой исповедь человека, совершившего преступление; повествование велось от первого лица: «Я под судом и всё расскажу… Я для себя пишу, но пусть прочтут и другие». В процессе работы замысел изменился — в рукопись были включены фрагменты незавершённого романа «Пьяненькие». Этот вариант, в котором объединились две разные истории — каторжника и семьи Мармеладовых, — опять-таки не устроил Фёдора Михайловича, который, переходя к третьей — итоговой — редакции «Преступления и наказания», сделал для себя пометку: «Рассказ от себя, а не от него… Предположить нужно автора существом всеведущим и не погрешающим».
В первой версии произведения у главного героя не было фамилии — его товарищ Разумихин называл персонажа Василием и Васюком. Следователь, работавший по делу об убийстве, именовался в рабочих материалах то Порфирием Степановичем, то Порфирием Филипьевичем Семёновым. Среди действующих лиц присутствовала молодая дочь Лизаветы Сяся, с которой у преступника сложились тёплые отношения. Позже появилась Соня; в отдельных записях две героини находились рядом, но затем Сяся была исключена из романа. Свидригайлов (поначалу названный Аристовым) в первых черновых тетрадях был эпизодическим персонажем, сообщившим герою, что знает имя преступника.
Сюжет для «Преступления и наказания», возможно, был подсказан Достоевскому судебным процессом по делу двадцатисемилетнего москвича Герасима Чистова, раскольника, представителя купеческой семьи, убившего в январе 1865 года двух пожилых женщин. Орудием убийства служил топор; преступник извлёк из сундука и вынес из квартиры деньги и ценные вещи. Через полгода, в августе, начался суд. Фёдор Михайлович был знаком со стенографическим отчётом по делу; по мнению Леонида Гроссмана, «материалы этого процесса могли дать толчок его художественному воображению на первой ступени» работы над романом.
Достаточно долгим был авторский путь при поисках ответа на вопрос о том, почему Раскольников убил процентщицу. В письме Михаилу Каткову Фёдор Михайлович ограничил представление о смысле деяния своего героя «простой арифметикой»: студент решил лишить жизни «глухую, глупую, злую и больную старуху», чтобы дать шанс на спасение другим страдающим людям — себе, своей сестре и матери. Во второй версии романа также присутствовал своеобразный филантропический посыл со стороны персонажа: «Я власть беру, я силу добываю — деньги ли, могущество ль — не для худого. Я счастье несу». Наконец, в окончательной редакции была артикулирована раскольниковская «идея Наполеона» с разделением человечества на «тварей дрожащих» и «властелинов».

## Публикация
Поначалу принципы сотрудничества «Русского вестника» с авторами вызывали у Достоевского недоумение. Катков, получив от него в сентябре 1865 года предварительный план «Преступления и наказания», отправил в Висбаден аванс в 300 рублей без сопроводительного письма. Когда спустя три месяца Фёдор Михайлович отослал издателю первые листы рукописи, никакой реакции из журнала не последовало. Молчание длилось несколько недель, в течение которых писатель пребывал в полном неведении относительно судьбы своего произведения. В определённый момент, не выдержав, он отправил Каткову письмо, в котором попросил дать хоть какие-то сведения о планах редакции: «Если роман мой Вам не нравится или Вы раздумали печатать его — то пришлите мне его обратно. Вы непременный человек, Михаил Никифорович, и с человеческим чувством… Убедительно прошу от Вас ответа на это письмо скорого и ясного, чтоб я мог знать своё положение и что-то предпринять».

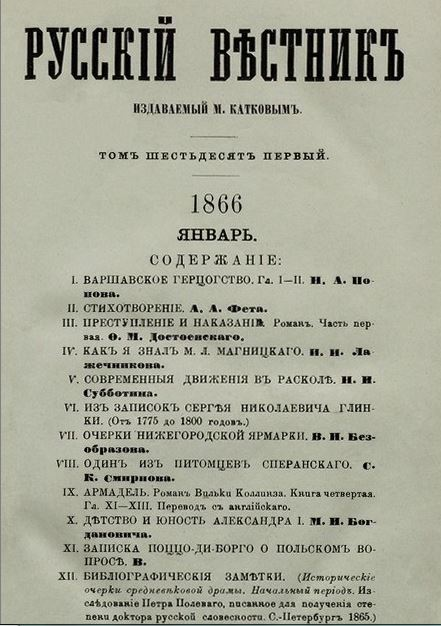
«Русский вестник», 1866, № 1

В середине января 1866 года из журнала наконец-то поступил ответ: редакция извинилась перед автором за то, что слишком долго «оставляла его в недоумении», и сообщила, что начало «Преступления и наказания» уже напечатано в 1-м номере, который в ближайшие дни выйдет в свет. Позже писатель узнал, что для сотрудников «Русского вестника» неожиданное предложение со стороны Достоевского стало настоящим спасением, — в одном из писем Фёдор Михайлович рассказывал, что «у них из беллетристики на этот год ничего не было, Тургенев не пишет ничего, а с Львом Толстым они поссорились. Я явился на выручку. Но они страшно со мной осторожничали и политиковали».
Сотрудничество оказалось взаимовыгодным: Катков, в течение года выплачивавший гонорары, помог Достоевскому избежать долговой ямы; тираж «Русского вестника» благодаря «Преступлению и наказанию» заметно увеличился. Читательский интерес к роману был связан не только с криминальным сюжетом и лихо закрученной интригой, но и с необычайным совпадением реальных событий и романной истории. В январе того же 1866 года, незадолго до выхода «Русского вестника» из печати, «Московские полицейские ведомости» сообщили о преступлении, совершённом студентом университета Даниловым: молодой человек убил ростовщика Попова и его служанку Нордман, неожиданно вошедшую в дом через незапертую дверь. Обозреватели газет и журналов перечитывали «Преступление и наказание» и сопоставляли детали — к примеру, газета «Русский инвалид» писала в те дни: «Если вы сравните роман с этим действительным происшествием, болезненность Раскольникова бросится в глаза ещё ярче».

## Сюжет

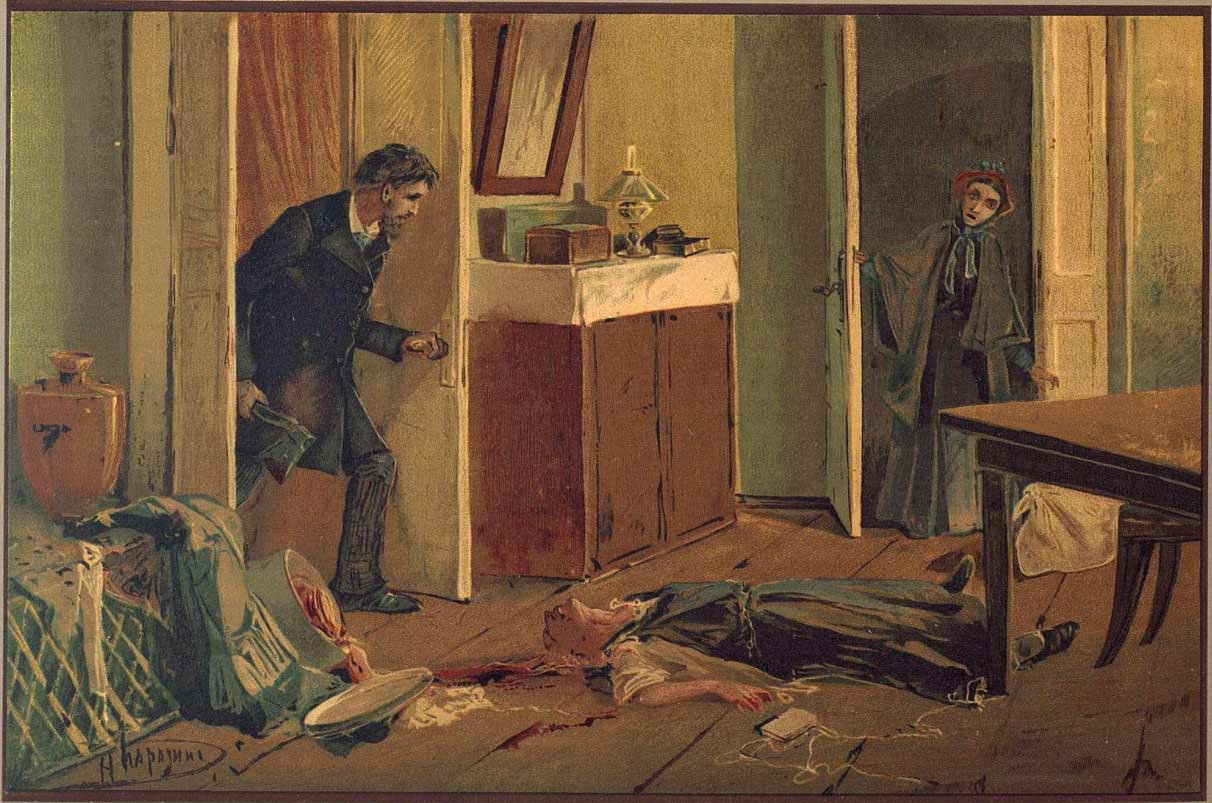
Н. Н. Каразин. Иллюстрация к «Преступлению и наказанию»

Действие романа начинается жарким июльским днём в Петербурге. Студент Родион Романович Раскольников, вынужденный уйти из университета из-за отсутствия денег, направляется в квартиру к процентщице Алёне Ивановне, чтобы подготовиться к преступлению. В сознании антигероя в течение последнего месяца созревает идея убийства «гадкой старушонки»; одно-единственное преступление, по мнению Раскольникова, изменит его собственную жизнь и избавит сестру Дуню от необходимости выходить замуж за «благодетеля» Петра Петровича Лужина. Несмотря на проведённую «разведку», тщательно продуманный план ломается из-за внутренней паники Родиона (который после убийства процентщицы долго не может найти у неё ни денег, ни ценных закладов), а также внезапного возвращения домой сестры Алёны Ивановны. Тихая, безобидная, "глупая" Лизавета, оказавшаяся невольной свидетельницей преступления, становится второй жертвой студента.
И до, и после преступления на пути Родиона встречается много разных людей. В пивном заведении он знакомится с титулярным советником Семёном Захаровичем Мармеладовым, а позже — с его женой Катериной Ивановной и старшей дочерью Соней, которая ради спасения близких становится проституткой. Соседом Сони оказывается помещик Свидригайлов, подслушивающий исповедь убийцы и пытающийся шантажировать этим признанием его сестру Авдотью Романовну. Особняком стоит следователь Порфирий Петрович, который обнаруживает в газете «Периодическая речь» статью Раскольникова «О преступлении», напечатанную за несколько недель до убийства процентщицы. В ней антигерой излагает свои соображения о том, что все люди делятся на два разряда — «тварей дрожащих» и «право имеющих». Беседы с Порфирием Петровичем о сущности преступления настолько изматывают убийцу, что он решается на явку с повинной.
В эпилоге романа действие переносится в сибирский острог, в котором находится Раскольников, приговорённый судом к восьми годам каторжных работ второго разряда. Вслед за ним в Сибирь переезжает и Соня Мармеладова, пытающаяся своей жертвенной любовью и самоотверженностью поддержать убийцу. Постепенное перерождение Родиона Романовича связано с отказом от «наполеоновской идеи» и верой в то, что он сумеет любовью и преданностью искупить все Сонины страдания.

Во многом она [Соня], подаренное ею Евангелие заражают студента-преступника непреодолимой жаждой жизни. Раскольников знает, что «новая жизнь не даром же ему достаётся», что придётся заплатить за неё великим будущим подвигом… Мы никогда не узнаем, какой великий подвиг совершил в будущем удержавшийся от самоубийства и воскресший Раскольников, ибо нового рассказа о его дальнейшей судьбе… так и не последовало.

## Герои

### Родион Раскольников
В черновиках Достоевского сохранились заметки, связанные с психологическим портретом Раскольникова, — писатель предполагал наделить главного героя такими качествами, как «непомерная гордость, высокомерие и презрение к обществу»; одновременно подчёркивалось, что «деспотизм — его черта». Однако в процессе работы образ персонажа усложнился; свидетельством тому — отзыв, который даёт Родиону его университетский товарищ Дмитрий Разумихин: «Точно в нём два противоположных характера поочерёдно меняются». С одной стороны, Раскольников мрачен, угрюм, скрытен; с другой — он способен на искренние порывы. Так, впервые попав в дом Мармеладовых, герой незаметно кладёт все свои деньги на окно их комнаты; он вступается за Соню, которую Лужин обвиняет в воровстве; его привязанность к людям порой рождается из жалости, а потому он тепло вспоминает о «больной девочке… дурнушке» — своей первой любви. При этом Родион сознательно отгораживается от общества — даже во время учёбы в университете он «всех чуждался, ни к кому не ходил и у себя принимал тяжело». По мнению литературоведа Валерия Кирпотина, своей отгороженностью от мира он близок другому персонажу Достоевского — Ивану Карамазову.
Внешность героя в романе описывается дважды. В начале произведения Раскольников представлен как высокий, стройный юноша «с прекрасными тёмными глазами», «замечательно хороший собой»; позже Достоевский создал иной портрет Родиона Романовича — после преступления он напоминает человека, с трудом превозмогающего сильную физическую боль: «Брови его были сдвинуты, губы сжаты, взгляд воспалённый». Подобный «метод двукратного портретирования» автор применил и к описанию внешности других персонажей — в частности, Сони и Свидригайлова. Этот художественный приём позволил писателю показать, что его герои за короткий отрезок времени прошли через череду тяжелейших испытаний, отразившихся на их наружности.
Преступление Раскольникова, как заметил Юрий Карякин, начинается отнюдь не в момент появления студента с топором в доме процентщицы; литературовед создал цепочку, демонстрирующую последовательность действий: слово → расчёт → дело. Под «словом» подразумевается статья Родиона Романовича, которую следователь Порфирий Петрович называет «первой, юной, горячей пробой пера». «Расчёт» — это попытка соотнести вред, приносимый миру процентщицей, с пользой, которой можно загладить деяние: «Одна смерть и сто жизней взамен — да ведь тут арифметика». Наконец, «дело» — это собственно убийство. Однако за одним «делом» начинает тянуться целая вереница других «дел»: смерть Лизаветы (к тому же, вероятно, беременной); самооговор красильщика Миколки, взявшего на себя вину за преступление Раскольникова; тяжёлая болезнь и смерть матери героя. «Реакция оказывается непредвиденной, цепной и неуправляемой».

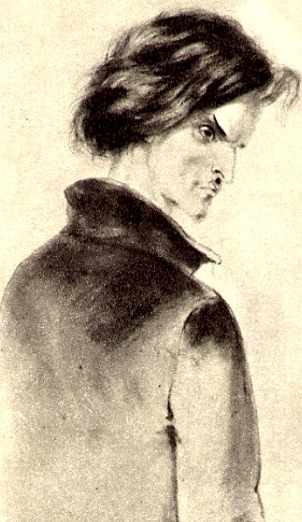
П. М. Боклевский. Раскольников

Исследователи отмечают два ключевых момента, определивших поведение героя до и после преступления. План убийства, вынашиваемый Раскольниковым, мог бы долго оставаться его «мрачной фантазией», если бы не полученное героем письмо от матери, — в нём Пульхерия Александровна рассказывает, что Дуня, сестра Родиона Романовича, работавшая гувернанткой в доме Свидригайлова, вынуждена оставить место из-за недвусмысленных притязаний со стороны хозяина; теперь у неё нет иных вариантов для спасения семьи от безденежья, кроме брака с Лужиным. С момента получения письма абстрактная «арифметика» и отвлечённая «идея» превращаются «в двигатель, запущенный на полную силу», отметил Валерий Кирпотин.
Второй момент связан с орудием убийства: когда герой лишает жизни Алёну Ивановну, лезвие топора направлено в лицо Раскольникову; в ситуации с Лизаветой, напротив, «удар пришёлся прямо по черепу, остриём». По мнению литературоведа Сергея Белова, эти сцены демонстрируют абсолютную власть топора: «Бессилие совладать с орудием убийства явилось началом крушения Раскольникова». Так преступление сразу переходит в наказание: герой понимает, что ответ на вопрос «Тварь я дрожащая, или право имею?» уже получен, а сам он — отнюдь не «сверхчеловек».
Подтверждением того, что наполеоновская тема начала интересовать Достоевского задолго до начала работы над романом, являются воспоминания Аполлинарии Сусловой. Она писала, что ещё в 1863 году писатель, наблюдая в Италии за девочкой, которая брала уроки, внезапно произнёс: «Ну вот представь себе, такая девочка… и вдруг какой-нибудь Наполеон говорит: „Истребить весь город“. Всегда так было на свете». По словам Юрия Карякина, «эпоха была одержима наполеономанией», — отсюда и пушкинские строки «Мы все глядим в Наполеоны», и фраза Порфирия Петровича, адресованная Раскольникову: «Кто же у нас на Руси себя Наполеоном теперь не считает?».

### Процентщица Алёна Ивановна
Сцены, связанные с описанием быта и образа жизни Алёны Ивановны, были созданы, вероятно, под влиянием личных впечатлений Достоевского, которому с юношеских лет нередко доводилось общаться с ростовщиками. Выдача денег под залог ценных вещей была в XIX веке распространённым явлением, а свою деятельность процентщики, работавшие с мелкими закладами, поставили на профессиональную основу — как писали в 1865 году «Ведомости Санкт-Петербургской полиции», в рекламных объявлениях предложения «благодетелей» сопровождались уточнениями, что приём ведётся «во всякое время всякими суммами».

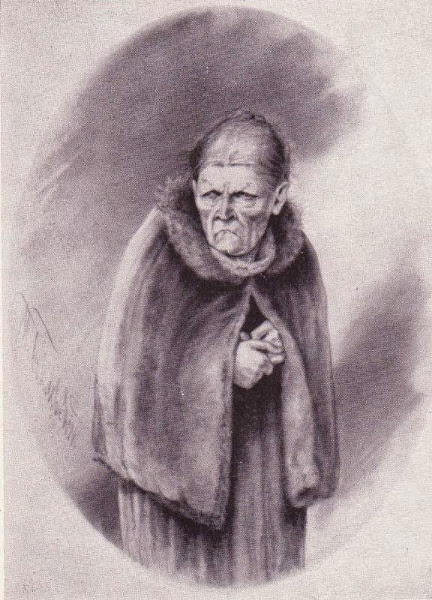
П. М. Боклевский. Процентщица

Об Алёне Ивановне Раскольников узнаёт от своего приятеля Покорева зимой — за полгода до убийства. За полтора месяца до преступления Родион Романович слышит в трактире диалог студента и офицера — они описывают процентщицу как «злую, капризную старуху»: «Стоит только одним днём просрочить заклад, и пропала вещь». Рассуждения одного из собеседников о том, что «глупая, бессмысленная, ничтожная, злая, больная старушонка… завтра же сама собой умрёт», порождает в душе Раскольникова мысль о том, что убийством процентщицы можно было бы решить проблемы многих людей.
При посещении Алёны Ивановны Раскольников испытывает «чувство бесконечного отвращения», тем более что и внешне процентщица не вызывает симпатий: «Это была крошечная, сухая старушонка лет шестидесяти, с вострыми и злыми глазками, с маленьким вострым носом». Доктор Александр Егорович Ризенкампф, общавшийся с Достоевским в первой половине 1840-х годов, вспоминал, что когда Фёдор Михайлович, испытывая острую нужду в деньгах, обратился за помощью к одному отставному унтер-офицеру, тот оформил сделку с грабительскими процентами:

Понятно, что при этой сделке Фёдор Михайлович должен был чувствовать глубокое отвращение к ростовщику. Оно, может быть, припомнилось ему, когда, столько лет спустя, он описывал ощущение Раскольникова при… посещении им процентщицы.

### Семён Захарович Мармеладов

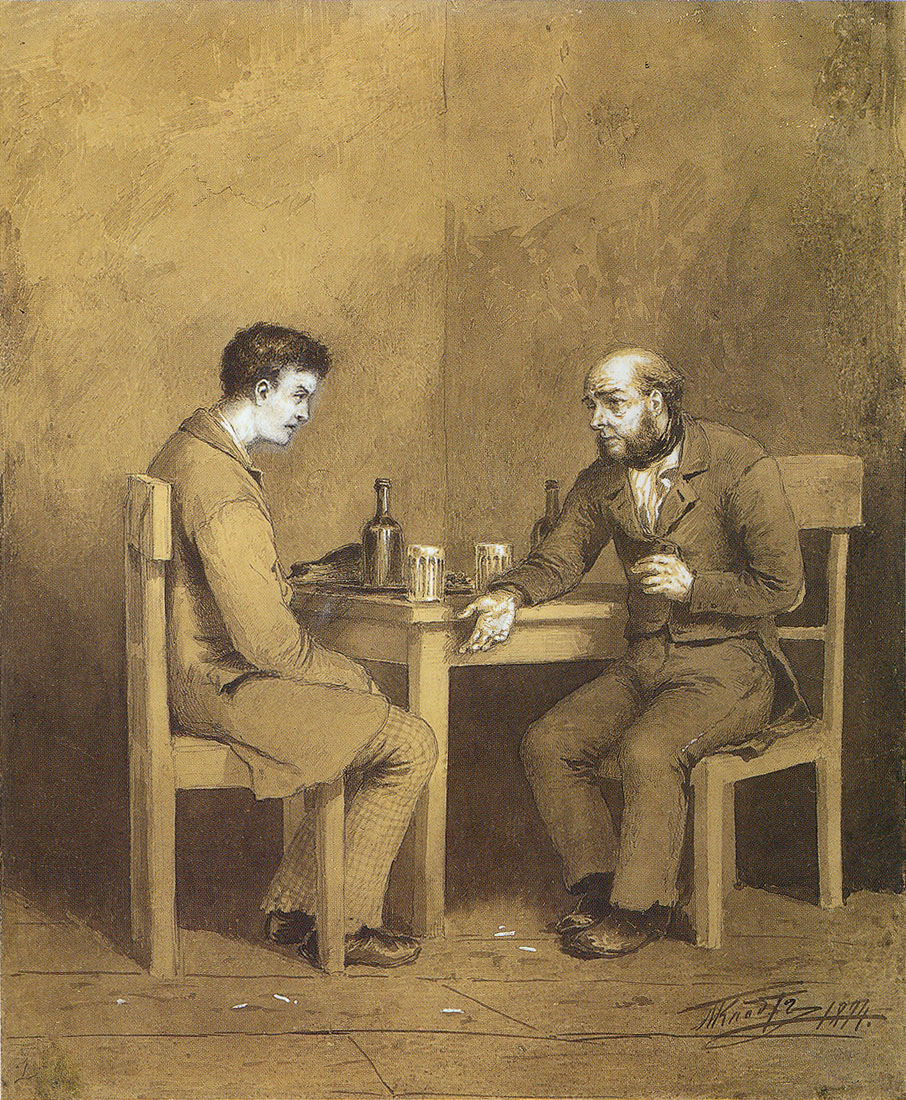
М. П. Клодт. Раскольников и Мармеладов

Первая встреча Раскольникова с титулярным советником Мармеладовым происходит в трактире накануне убийства процентщицы — нетрезвый незнакомец сам начинает разговор, в ходе которого успевает рассказать Родиону всю историю своей жизни. Из его монолога студент узнаёт, что, будучи вдовцом и имея четырнадцатилетнюю дочь Соню, Семён Захарович сделал предложение Катерине Ивановне — «особе образованной и урождённой штабс-капитанской дочери», у которой на руках было трое малолетних детей. Когда главу семьи из-за пьянства уволили со службы, Мармеладовы перебрались из провинциального городка в Петербург, однако и в столице их жизнь не задалась. Крайняя нужда вынудила Соню получить «жёлтый билет» и отправиться на панель.
Хозяин заведения, прислушиваясь к исповеди гостя, задаёт ему вопрос: «А для ча не работаешь, для ча не служите, коли чиновник?», в котором обращения «ты» и «вы» перемешаны. По замечанию литературоведа Бориса Реизова, в сознании трактирщика Мармеладов — человек с «отёкшим от постоянного пьянства лицом», способный произносить витиеватые речи, — предстаёт сразу в двух образах: «Потенциально он на „вы“, реально — „ты“». Посетители распивочной, давно привыкшие к откровениям чиновника, относятся к нему как к «забавнику» и весьма ехидно комментируют реплики Семёна Захаровича. Своим шутовством, как считают исследователи, Семён Захарович напоминает персонажа из произведения Дени Дидро «Племянник Рамо» — их роднит крайняя степень падения в глазах общества и одновременно — сохранившаяся в душе человечность.
Афоризмы
- Бедность не порок, это истина. Но нищета, милостивый государь, нищета — порок-с.
- Ведь надобно же, чтобы всякому человеку хоть куда-нибудь можно было пойти. Ибо бывает такое время, когда непременно надо хоть куда-нибудь, да пойти![42]

В тот же вечер Раскольников, провожающий обессиленного чиновника из трактира, попадает в дом Мармеладовых — «беднейшую комнату шагов в десять длиной», с чёрной дверью и протянутой через угол дырявой простынёй. В черновиках Достоевского при описании жилища присутствовали другие детали: дверь была закоптелой, а в углу находилась ширма. В окончательную редакцию писатель внёс изменения — и «дырявая простыня» стала символом крайней нужды и безысходности. Через несколько дней Раскольников встречается с Мармеладовым при драматических обстоятельствах: Семён Захарович попадает под лошадь. Родион помогает доставить умирающего чиновника до дома, и тот, ненадолго очнувшись, успевает попросить прощения у Катерины Ивановны и Сони за причинённые им страдания.
Литературоведы считают, что в образе Мармеладова отразились судьбы и характеры нескольких людей, близких писателю. Речь идёт, прежде всего, о коллежском секретаре Александре Ивановиче Исаеве — первом муже Марии Дмитриевны Достоевской, с которым Фёдор Михайлович познакомился в семипалатинской ссылке в 1854 году. В письме старшему брату Михаилу Достоевский писал, что семья Исаевых из-за алкоголизма Александра Ивановича «впала в ужасную бедность», при этом сам чиновник — «натура сильно развитая, добрейшая». Кроме того, одним из возможных прототипов Мармеладова был литератор Пётр Никитич Горский, которого с Достоевским связывала работа в журнале «Время». Когда Горский попал в лечебницу для душевнобольных, Фёдор Михайлович навещал его и поддерживал деньгами. Наконец, в истории Мармеладова воплотились элементы биографии Николая Михайловича Достоевского — младшего брата писателя, уволенного со службы из-за алкоголизма и до самой смерти прозябавшего в нищете.

### Катерина Ивановна Мармеладова
О жизни Катерины Ивановны Раскольников узнаёт опять-таки из трактирного монолога Мармеладова. Судя по рассказу Семёна Захаровича, его супруга в молодости имела все шансы стать блестящей дамой: она окончила с золотой медалью губернский дворянский институт, на выпускном балу «с шалью танцевала при губернаторе» (такое право предоставлялось лишь особо отличившимся воспитанницам). Затем Катерина Ивановна вышла замуж за пехотного офицера и покинула родительский дом. Её первый муж оказался человеком лихим и бесшабашным, к тому же игроком; после картёжного проигрыша он попал под суд и скоро умер. Вдова осталась с тремя маленькими детьми «в уезде далёком и зверском» — там и произошла её встреча с Семёном Захаровичем. Придя в дом к Мармеладовым, Родион Романович видит перед собой высокую тонкую женщину лет тридцати, «с прекрасными тёмно-русыми волосами и раскрасневшимися до пятен щеками», с блестящими, точно в лихорадке, глазами.
Как следует из исповеди Мармеладова (часть I, глава II), именно Катерина Ивановна в минуту полного отчаяния подтолкнула падчерицу на панель. Кроткая Соня растерялась: «Что ж, Катерина Ивановна, неужели мне на такое дело пойти?» — на что услышала: «А что ж, чего беречь? Эко сокровище!» По замечанию Валерия Кирпотина, вне контекста романа этот обмен репликами выглядит как прямое давление со стороны мачехи, принуждающей семнадцатилетнюю девушку к занятиям проституцией. Однако развитие событий показывает, что Соня принимает решение самостоятельно, да и Мармеладов, повествующий об этом драматическом эпизоде, просит Раскольникова не судить его жену слишком строго: «Не в здравом рассудке сие сказано было, а при взволнованных чувствах, в болезни и при плаче детей не евших». Когда Соня, вернувшись с улицы, отдала Катерине Ивановне первые заработанные «тридцать целковых», та «весь вечер в ногах у ней на коленях простояла, ноги ей целовала, встать не хотела».

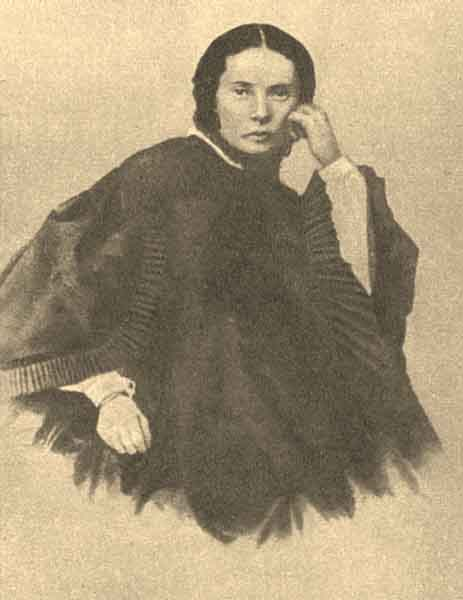
М. Д. Достоевская — вероятный прототип Катерины Ивановны

Во время поминок, устроенных на деньги Раскольникова, Катерина Ивановна показывает собравшимся гостям похвальный лист, полученный ею при выпуске из института, и делится планами по созданию в её родном городе Т. пансиона для благородных девиц. Осуществить свои намерения вдове не удаётся: после шумной ссоры с квартирной хозяйкой и скандала, разразившегося из-за обвинений Сони в воровстве, Катерина Ивановна покидает жилище. Находясь при смерти в комнатке, снимаемой падчерицей, она прощается с миром отчаянными восклицаниями: «Уездили клячу!… Надорвала-а-ась!»
Вторая жена Достоевского — Анна Григорьевна — рассказывала в своих воспоминаниях, что в романной истории Катерины Ивановны нашли отражение некоторые обстоятельства жизни первой жены писателя Марии Дмитриевны, умершей от чахотки в 39-летнем возрасте. По уточнению литературоведа Леонида Гроссмана, портрет героини был «списан с покойной жены писателя в период её медленной агонии». Люди, знавшие Марию Дмитриевну, характеризовали её как «натуру страстную и экзальтированную». Она, как и Катерина Ивановна, осталась после смерти первого мужа в Сибири, без поддержки со стороны близких, с маленьким сыном на руках. В то же время исследователи полагают, что в характере Катерины Ивановны отразились и некоторые черты близкой знакомой Достоевского — Марфы Браун (Елизаветы Хлебниковой), которая, выйдя замуж за спивающегося литератора Петра Горского, попала в положение крайней нужды.

### Соня Мармеладова
По мнению ряда критиков, образ Сони Мармеладовой относится к числу творческих неудач Достоевского; их основные претензии к автору «Преступления и наказания» связаны с тем, что эта якобы «глубоко идеальная», несущая явный дидактический посыл героиня создана прежде всего для выражения религиозно-этических взглядов Фёдора Михайловича. Так, литератор Николай Ахшарумов считал, что «задумана она хорошо, но ей тела недостаёт». Литературовед Яков Зунделович называл Соню «только рупором идей». Его коллега Фёдор Евнин отмечал, что Соня — это персонаж-функция, главная задача которого — «служить воплощением „православного воззрения“» писателя. С ними не соглашался Валерий Кирпотин:

Если бы образ Сони являлся только рупором для произнесения церковно-догматических прописей, он бы действительно не имел художественного значения. Однако с устранением Сони роман бы сильно пострадал, а структура его, может быть, и совсем распалась. Свести образ Сони Мармеладовой к голой схеме оказывается невозможным.

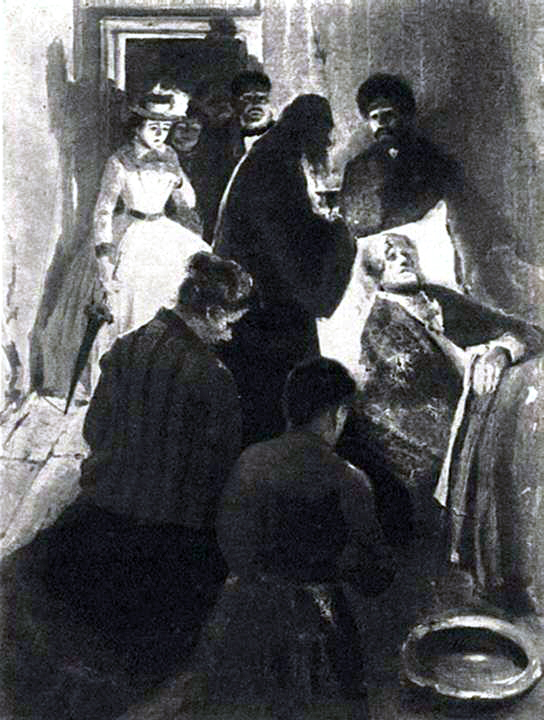
И. Э. Грабарь. Соня у постели умирающего Мармеладова

Соня, судя по рассказу Семёна Захаровича Мармеладова, не получила серьёзного образования: её отец пытался в домашних условиях изучать с дочерью историю и географию, однако из-за отсутствия нужных пособий уроки были быстро прекращены. Круг чтения героини ограничился несколькими романами и популярным в 1860-х годах сочинением Джорджа Льюиса «Физиология обыденной жизни». Поначалу Соня шила вещи на продажу, но прибыли эта работа почти не приносила: один из покупателей «не только денег за шитьё полдюжины голландских рубах до сих пор не отдал, но даже с обидой погнал её… под видом, будто бы рубашечный ворот сшит не по мерке и косяком».
Описание внешности Сони дано в романе трижды. В момент прощания с умирающим отцом она появляется в жилище Мармеладовых в одежде проститутки: «Наряд её был грошовый, но разукрашенный по-уличному, под вкус и правила, сложившиеся в своём особом мире». Позже, в комнате Раскольникова, она предстаёт «скромной и даже бедно одетой девушкой, очень ещё молоденькой, почти похожей на девочку… с ясным, но как будто несколько запуганным лицом». Наконец, в одной из сцен Родион Романович видит перед собой «другую» Соню — герой с удивлением обнаруживает, что её «кроткие голубые глаза» могут «сверкать огнём».
После получения «жёлтого билета» Соня стала снимать жильё в квартире портного Капернаумова. Раскольников, придя к ней домой, видит странную обстановку: один угол выглядит слишком острым, другой кажется «безобразно тупым»; при почти полном отсутствии мебели выделяется комод, «как бы затерявшийся в пустоте». На комоде лежит Евангелие (подаренное, как выясняется, сестрой процентщицы Лизаветой) — старая, многократно прочитанная книга в кожаном переплёте. По данным исследователей, автор романа при описании Евангелия взял за основу собственный экземпляр, полученный им в тобольском остроге от жён декабристов; впоследствии Достоевский вспоминал: «четыре года пролежала она [книга] под моей подушкой в каторге».
Для Родиона Романовича встреча с Соней является знаковой — герои пересекаются в тот момент, когда «их души ещё обнажены для боли». Понимая, как много страданий выпало на долю юной Мармеладовой, Раскольников надеется сделать её своей союзницей. Именно ей он рассказывает о мотивах совершённого преступления: «Я хотел Наполеоном сделаться, оттого и убил… я только осмелиться захотел, Соня, вот вся причина». Пытаясь объяснить Соне свою идею, он предлагает ей решить, кто более достоин жизни, — оклеветавший её Лужин или несчастная Катерина Ивановна. Этот вопрос непонятен Соне, у которой своя логика: «И кто тут меня судьёй поставил: кому жить, кому не жить?»
Соня Мармеладова, по мнению исследователей, входит в галерею «положительных прекрасных людей» произведений Достоевского (к этому типу персонажей относятся также князь Мышкин из романа «Идиот» и герой «Братьев Карамазовых» Алёша). Литературной «сестрой» Сони является Лиза — персонаж повести «Записки из подполья». Кроме того, судьба Сони (как и её мачехи Катерины Ивановны) во многом совпадает с историей героини некрасовского стихотворения «Еду ли ночью по улице тёмной…» (1847), которая, оказавшись в трагической ситуации, ищет способы спасения себя и своего мужа на улице : «Я задремал. / Ты ушла молчаливо, / Принарядившись, как будто к венцу, / И через час принесла торопливо / Гробик ребёнку и ужин отцу».

### Аркадий Иванович Свидригайлов

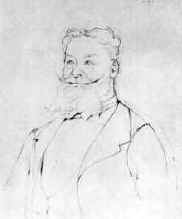
П. М. Боклевский. Свидригайлов

Свидригайлов в романе выполняет роль своеобразного двойника Раскольникова — подобный художественный приём, как считают исследователи, обычно позволял Достоевскому развивать заданную тему в разных вариациях и создавать несколько проекций одной идеи. Аркадий Иванович и сам сознаёт, что, говоря словами литературоведа Виктора Шкловского, является «тенью Раскольникова», — не случайно в одном из диалогов он обращается к Родиону Романовичу со словами: «Ну, не сказал ли я, что между нами есть какая-то общая точка, а?»
Впервые фамилия персонажа упоминается в письме Пульхерии Александровны к сыну — в нём мать Раскольникова сообщает, что Свидригайлов, в доме которого её дочь Дуня служила гувернанткой, воспылав к девушке страстью, сделал ей «явное и гнусное предложение, обещая разные награды». Позже в разговоре со студентом Аркадий Иванович откровенно рассказывает и о других своих прегрешениях: он мошенничал за карточным столом, сидел в тюрьме, женился в своё время ради избавления от долгов, избивал жену хлыстом; себя он называет человеком «развратным и праздным». Комментируя внешность Свидригайлова («Глаза его были голубые и смотрели холодно, пристально и вдумчиво»), литературовед Фёдор Евнин отметил, что за маской внешнего благообразия скрываются «низменные инстинкты и страсти».
Любовь Свидригайлова к Дуне сродни тому необузданному чувству, которое герой «Идиота» Парфён Рогожин испытывает по отношению к Настасье Филипповне. Для Аркадия Ивановича нахлынувшее на него неистовство становится мукой: «Право, я думал, что со мной сделается падучая; никогда не воображал, что могу дойти до такого исступления». Он фактически преследует сестру Раскольникова, преклоняясь перед нею и одновременно «вожделея, как грязное животное». При этом, герой отнюдь «не однолинеен, не однотонно чёрен» — он сам понимает это, когда произносит: «Не привилегию же в самом деле взял я делать одно только злое» (эта фраза, по замечанию историка литературы Альфреда Бема, перекликается с мефистофельским афоризмом «Я — часть той силы, что вечно хочет зла и вечно совершает благо»).
Свидригайлов, являющийся, по утверждению Лужина, «самым развращённым и погибшим в пороках человеком», совершает, тем не менее, больше благих дел, чем все остальные герои «Преступления и наказания». Так, именно он даёт деньги на похороны Катерины Ивановны, выделяет средства на устройство её малолетних детей, оставшихся сиротами, фактически оплачивает Сонину поездку в Сибирь за Раскольниковым. В сцене свидания с Дуней, когда Аркадий Иванович открывает ей всю правду о преступлении Родиона, «человек побеждает зверя»: Свидригайлов даёт девушке возможность уйти из своего «нумера». Пистолет, брошенный Авдотьей Романовной, он забирает себе для «вояжа в Америку» — это словосочетание служит у него заменой слову «самоубийство». Главу, повествующую о скитаниях Свидригайлова перед последним выстрелом, исследователи называют «одной из самых потрясающих по художественной силе». Герой передвигается по Петербургу, фиксируя взглядом вывески, — подобным образом сам Достоевский, приговорённый в 1849 году к смертной казни по делу петрашевцев, искал глазами таблички над входом в знакомые лавки.
Прототипом Свидригайлова исследователи называют каторжника Павла Аристова, с которым Достоевский познакомился в омском остроге; тот в неволе вёл себя столь же развязно и дерзко, как и на свободе: крал, пытался устраивать побеги, наушничал. В подготовительных материалах к «Преступлению и наказанию» сохранились авторские наброски к образу персонажа, которому свойственны «полнейшая беспринципность и крайний эгоизм»; все его деяния укладывались в формулу «Нет ничего святого»:

В Аристове нет пока и намёка ни на сложную внутреннюю жизнь Свидригайлова, ни на его внутреннюю независимость. Однако парадокс задуманного образа состоялся в том, что он, этот характер, оказался сложнее и таинственнее всех прочих.

### Пётр Петрович Лужин

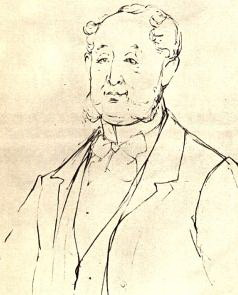
П. М. Боклевский. Лужин

Судя по черновым наброскам к роману, Лужин замышлялся автором как персонаж тщеславный, скупой и самовлюблённый «до кокетства»; Достоевский предполагал при создании психологического портрета Петра Петровича выделить также такие качества, как «мелочность и страсть к сплетне». Именно эти черты угадывает Раскольников в женихе своей сестры при чтении письма матери. Пульхерия Александровна, рассказывая о посватавшемся к Дуне надворном советнике Лужине, характеризует его как человека «почтенного, благонадёжного и обеспеченного», однако Родиону Романовичу от описания неведомого «благодетеля», претендующего на роль родственника, становится «душно и тесно».
Пётр Петрович задолго до встречи с Дуней создал в своём сознании образ будущей жены — она должна быть девушкой из хорошей семьи, получившей приличное образование, с доброй репутацией и обязательно бедной; именно такая супруга, по его мнению, «всю жизнь считала бы его спасением своим». Ради неё Лужин «прикапливал денег и ждал». Авдотья Романовна формально соответствует всем его требованиям. Прибыв в Петербург, герой посещает портного и парикмахера, чтобы, с одной стороны, достойно выглядеть на фоне молодой и красивой невесты, с другой — «подчеркнуть своё новое богатство, своё впервые приобретаемое значение».
Когда Дуня в присутствии матери и брата отправляет Лужина «в отставку», Пётр Петрович долго не может поверить, что «две нищие и беззащитные женщины могут выйти из-под его власти». Стремясь отомстить Раскольникову, уязвлённый экс-жених устраивает провокацию в отношении Сони Мармеладовой: вначале он вручает ей десять рублей, позже, словно спохватившись, обвиняет в краже «государственного кредитного билета сторублёвого достоинства». Как отметил специалист по творчеству Диккенса Игорь Катарский, подобным же образом адвокат Брасс — персонаж романа «Лавка древностей» — пытался скомпрометировать юного Кита. В свою очередь, литературовед Наталья Долинина обнаружила определённое сходство между Лужиным и князем Петром Валковским из «Униженных и оскорблённых»: «Оба эти человека ни перед чем не остановятся, чтобы достигнуть своей цели». Наконец, идейную близость между тремя презирающими друг друга героями — Лужиным, Раскольниковым и Свидригайловым — выявил Юрий Карякин; по его словам, этих персонажей роднят исповедуемые ими принципы: «Возлюби прежде всего самого себя» и «Всё позволено».
К числу возможных прототипов Лужина исследователи относят присяжного поверенного Павла Петровича Лыжина, которому, судя по сохранившейся повестке квартального надзирателя, Достоевский задолжал по векселям 249 и 450 рублей. Кроме того, некоторые качества, присущие несостоявшемуся жениху Авдотьи Романовны, были свойственны Петру Андреевичу Карепину — мужу сестры писателя Варвары Михайловны. Фёдор Михайлович не одобрял выбора сестры и считал её супруга «чёрствым дельцом и старым скрягой».

### Дуня Раскольникова

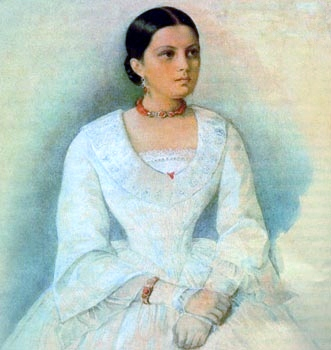
А. Я. Панаева — возможный прототип Авдотьи Романовны Раскольниковой

Двадцатидвухлетняя Дуня Раскольникова в финале «Преступления и наказания» становится женой бывшего студента Дмитрия Разумихина. Однако прежде чем этот «простоватый, честный, сильный как богатырь» человек сделал Авдотье Романовне предложение, ей довелось пережить и агрессивную страсть со стороны Свидригайлова, и унизительную роль «облагодетельствованной» невесты Лужина. Одним из выпавших на долю Авдотьи Романовны испытаний становится её изгнание из дома Свидригайловых — «оскорблённая и опозоренная» девушка возвращается в город в крестьянской телеге, наполненной спешно брошенными вещами. Этот эпизод практически совпал с содержанием заметки, опубликованной в выпускавшемся Достоевским журнале «Время» (1861, № 3), — в ней речь шла о гувернантке, которая, спасаясь от домогательств хозяина, спряталась в саду. Выйдя из укрытия, служанка обнаружила, что её одежда выброшена на улицу.
Дуня внешне похожа на Родиона Романовича — она «замечательно хороша собой»: с тёмно-русыми волосами, чёрными глазами и почти всегда серьёзным выражением лица. По предположению исследователей, возможным прототипом героини была Авдотья Яковлевна Панаева — подтверждением тому является и фактически воспроизведённый портрет известной красавицы на страницах романа, и совпадение имён. Достоевский познакомился с Авдотьей Яковлевной в 1845 году и некоторое время был увлечён ею; в письме, адресованном брату, он признавался, что «был влюблён не на шутку в Панаеву, теперь проходит».

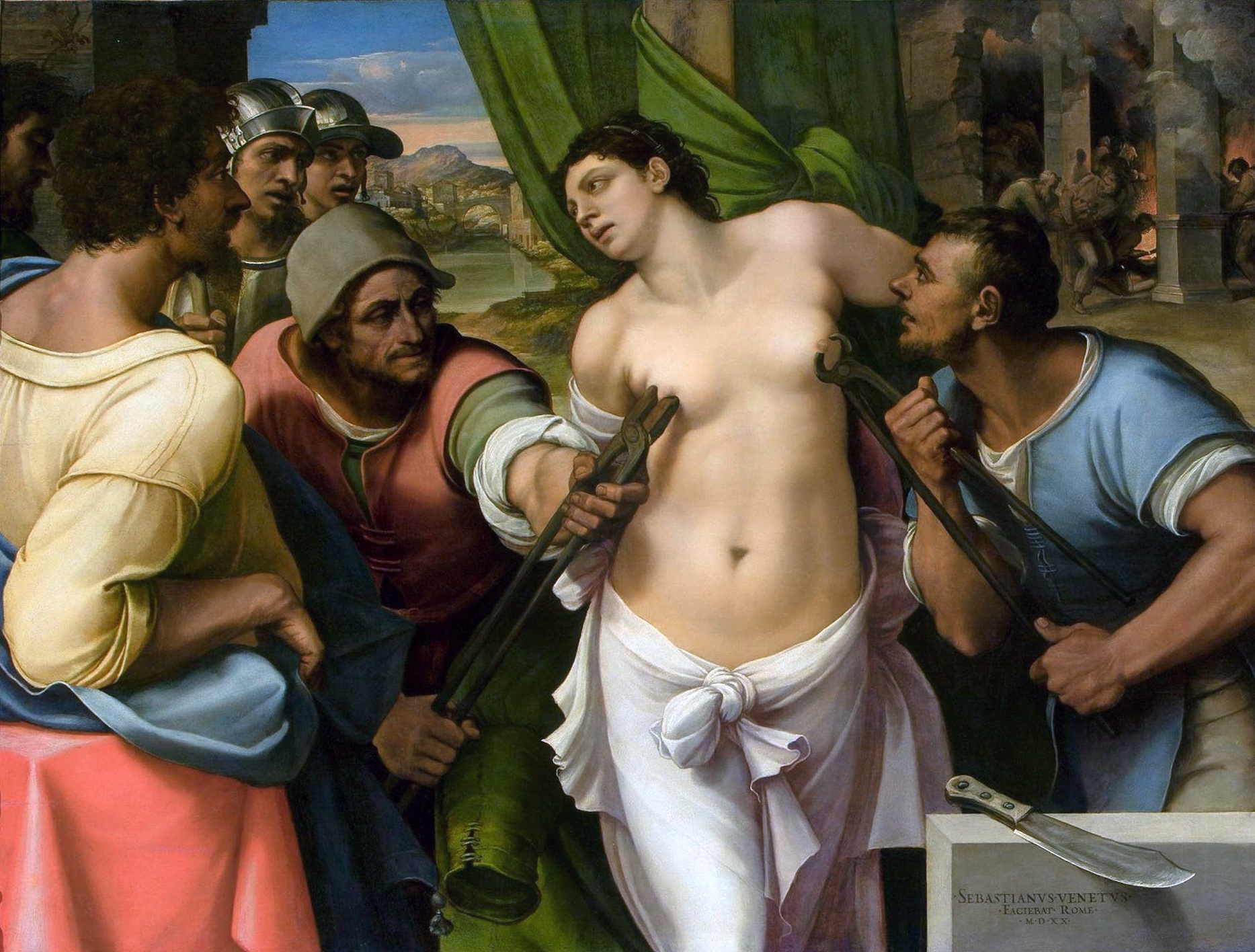
Себастьяно дель Пьомбо. Мученичество святой Агаты

В то же время литературовед Ромэн Назиров писал, что считать, будто психологический портрет Дуни полностью совпадает с характером Панаевой, нельзя: персонажа «Преступления и наказания» отличает «героическое целомудрие», которое не было свойственно Авдотье Яковлевне. Поэтому не исключено, что в создание образа сестры Раскольникова Достоевский вложил и другие впечатления и воспоминания. Их отзвук Назиров нашёл в словах Свидригайлова, обращённых к Родиону Романовичу: «Она [Дуня] была бы одна из тех, которые претерпели мученичество и, уже конечно бы, улыбались, когда бы им жгли грудь раскалёнными щипцами». Соотнеся эту фразу с эпизодом из биографии Достоевского, посетившего в 1862 году палаццо Питти, литературовед пришёл к выводу, что в образе Дуни писатель запечатлел черты героини увиденной им во флорентийской галерее картины Себастьяно дель Пьомбо «Мученичество святой Агаты».
Дуня (наряду с Полиной из «Игрока», Аглаей Епанчиной из «Идиота» и Грушенькой из «Братьев Карамазовых») входит в условную галерею «героинь-мучительниц» Достоевского.

### Порфирий Петрович
Пристав следственных дел Порфирий Петрович — единственный из основных действующих лиц персонаж, которому Достоевский не дал фамилии; имя, возможно, было позаимствовано автором из «Губернских очерков» Михаила Салтыкова-Щедрина, где фигурирует полный тёзка героя — «человек, казённых денег не расточающий, свои берегущий, чужих не желающий». Порфирий Петрович живёт в служебной квартире при полицейском участке — именно там он проводит расследование и раскрывает преступление. Придя к нему впервые с Разумихиным, Раскольников видит полноватого человека лет тридцати пяти, облачённого в халат и домашние туфли, с почти добродушным выражением на круглом лице.
Уже при первой встрече Порфирий Петрович демонстрирует редкую осведомлённость: двумя месяцами ранее он прочитал статью Раскольникова «О преступлении», в которой студент обосновал деление людей на «обыкновенных» и «необыкновенных». Во время беседы хозяин — с помощью наводящих вопросов — вынуждает Родиона Романовича перейти к рассуждениям о праве тех и других на существование. Речь следователя полна уменьшительно-ласкательных слов, она «обволакивающая и выматывающая»; пристав включает в диалоги провокационные реплики, заставляющие гостя раскрываться.
Как отмечал Валерий Кирпотин, Порфирий Петрович в беседах «логичен и интуитивен, умён и хитёр, осторожен и смел». Каждая встреча Раскольникова с ним — это очередной раунд поединка, в котором пристав использует почти гипнотические приёмы. Уловки и мистификации следователя заканчиваются в конце последнего разговора героев (проходящего в каморке Раскольникова), когда Порфирий Петрович, понимая, что его собеседник надломлен и повержен, напоминает, что не надо «брезговать жизнью», и даёт ему некую свободу выбора.

Порфирий психологически угадал в Раскольникове убийцу, он психологически преследовал его, мучил его, экспериментировал над ним, пока не загнал его в угол и не добился его признания… У Порфирия нет никаких фактов, никаких улик, и в его подозрениях, в его созревшей наконец уверенности нет ничего, кроме психологии.
В литературоведении получили распространение несколько основных точек зрения, касающихся трактовки образа Порфирия Петровича. По мнению Виктора Шкловского, Фёдора Евнина, Леонида Гроссмана, следователь является в романе «идеологическим заместителем автора». Валерий Кирпотин, Георгий Фридлендер и некоторые другие исследователи придерживаются противоположных взглядов, считая его представителем «официальной законности». Выразитель третьей позиции — Юрий Карякин — полагал, что для Порфирия поединки с Раскольниковым не менее важны, чем для Родиона Романовича: пристав в романе также «проходит путь нравственного возрождения». Наконец, литературовед Игорь Сухих назвал пристава двойником главного героя: Порфирий Петрович хорошо понимает логику своего собеседника, «потому что узнаёт в нём какие-то собственные мысли».

### Другие персонажи

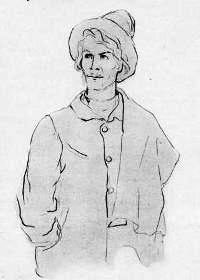
П. М. Боклевский. Разумихин

Дмитрия Прокофьевича Разумихина — университетского товарища Раскольникова — Достоевский в одном из черновиков ошибочно назвал Рахметовым. Исследователи считают, что авторская оговорка не была случайной: и персонаж «Преступления и наказания», и герой романа Николая Чернышевского «Что делать?» входят в круг демократической молодёжи 1860-х годов. И тот, и другой закаляют волю и тело: если Рахметов, готовясь к грядущим лишениям, тянет с бурлаками лямку на Волге и приучает себя не реагировать на боль, то Разумихин может «квартировать на крыше, терпеть адский голод и необыкновенный холод». Отличия между ними заключаются в том, что жёстко-целеустремлённый герой Чернышевского отсекает от себя всё лишнее и сближается только с единомышленниками, тогда как у персонажа Достоевского круг общения весьма широк: он с готовностью вступает в беседы с первым встречным и «человеку придаёт значение большее, чем его принципам».
Разумихин почти неотлучно находится рядом с Раскольниковым, поддерживая не только его, но и Авдотью Романовну и Пульхерию Александровну. В эпилоге сообщается, что Дмитрий навещал товарища в тюрьме; после женитьбы на Дуне он планирует вместе с супругой перебраться в Сибирь, чтобы быть поближе к тому острогу, в котором отбывает срок Родион Романович.
Другим представителем прогрессивной молодёжи является Андрей Семёнович Лебезятников — сосед Мармеладовых, в квартире которого останавливается прибывший в Петербург Лужин. При разработке его образа Достоевский в предварительных материалах сделал пометку: «Нигилизм — это лакейство мысли». Персонаж задумывался как явная карикатура на героев Чернышевского, и потому его рассуждения о жизненном устройстве коммуны написаны с пародийной отсылкой на диалоги из романа «Что делать?»: «Я в твою комнату не смею входить, чтобы не надоедать тебе… Ты в мою так же». Однако когда Лебезятников узнаёт о провокации Лужина в отношении Сони, комический налёт с него слетает: Андрей Семёнович сначала изобличает Петра Петровича, а затем пытается помочь покинувшей жилище Катерине Ивановне. С этого момента, по словам Валерия Кирпотина, «карикатура кончилась, художник победил памфлетиста».
Матери Родиона и Авдотьи — Пульхерии Александровне — в начале романа сорок три года; это мягкая, деликатная, исключительно честная женщина, которая, как отметил писатель Николай Наседкин, «до самого конца не осознала катастрофу сына». Драматические события, связанные с Раскольниковым, подрывают её здоровье: с момента вынесения приговора она беспрестанно говорит о Родионе, рассказывая о нём незнакомым людям на улицах и в лавках. Затем в её сознании возникает фантазия, что сын должен вернуться из Сибири через девять месяцев; Пульхерия Александровна начинает готовиться ко встрече. После двухнедельной лихорадки, пребывая в почти непрерывном бреду, она умирает.

## Имена и фамилии персонажей

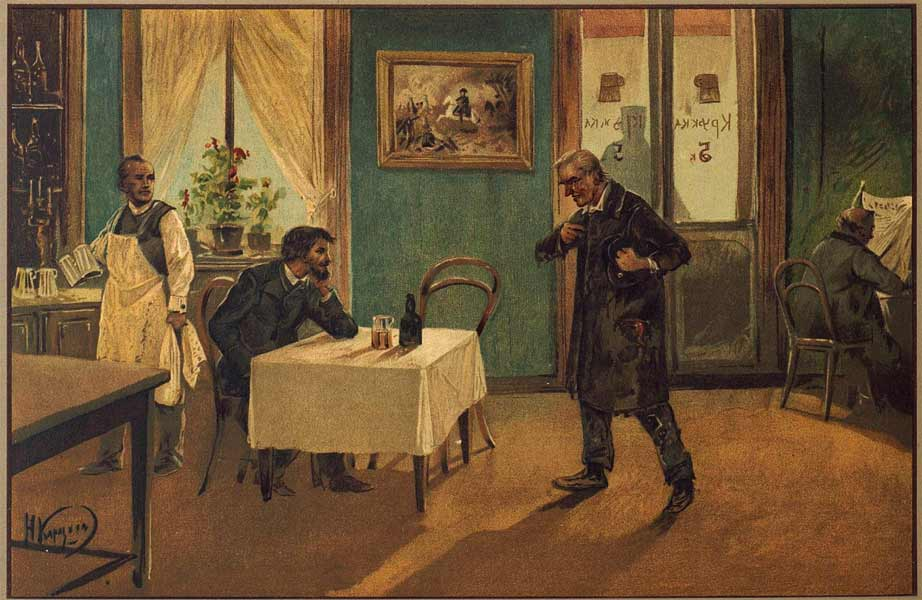
Н. Н. Каразин. Иллюстрация к роману «Преступление и наказание»

Достоевский очень тщательно относился к выбору имён и фамилий своих персонажей — зачастую в них не только содержались характеристики действующих лиц, но и указывались их возможные прототипы; порой в ономастике Фёдора Михайловича исследователи выявляли перекличку с героями других авторов, литературными и мифологическими сюжетами, историческими событиями. Так, в черновых материалах к «Преступлению и наказанию», когда Пульхерия Александровна произносит «Раскольниковы двести лет известны», присутствует отсылка к «корням» и конкретным датам, связанным с началом раскола. Кроме того, по трактовке Альфреда Бема, существует смысловая связка между понятиями «раскол» и «раздвоение».
Фамилию Свидригайлов, как считают исследователи, Достоевский мог увидеть на страницах журнала «Искра» (1861, № 26) — в заметке, рассказывающей о некоем «бесчинствующем» Свидригайлове, жителе маленького городка, которого автор публикации описывал как «человека тёмного происхождения, с грязным прошедшим». По другой версии, Фёдор Михайлович, изучая историю своего рода (его дочь Любовь Фёдоровна в книге мемуаров писала о литовских корнях отца), вероятно, обратил внимание на фамилию князя Швитригайло, одна из частей которой (geil «сладострастный») вполне соотносилась с личностью Аркадия Ивановича.
В произведениях Достоевского есть два персонажа по фамилии Лебезятников: один из них, надворный советник Семён Евсеевич, появляется в рассказе «Бобок» и проявляет себя как человек, стремящийся «услужить старшим по чину». Вторым является молодой прогрессист Андрей Семёнович из «Преступления и наказания». Значение этой фамилии, с одной стороны, объяснил сам Фёдор Михайлович, написавший в черновиках «Лебезятников, лебезить, поддакивать…»; с другой — герой Дмитрий Разумихин, произносящий в романе фразу о том, что человек должен иметь твёрдую почву — «не то будешь подличать, лебезить, поддакивать».
В истории семьи Мармеладовых — Семёна Захаровича, Катерины Ивановны, Сони — отразилось столь большое количество страданий, боли и несчастий, что Достоевский заложил в их фамилию «горько-ироничный» смысл. Отдельные исследования касаются имени представительницы этой семьи — Сони. Согласно версии литературоведа Моисея Альтмана, существует определённая близость между героинями-тёзками Софьей Семёновной Мармеладовой и второй женой Фёдора Карамазова Софьей Ивановной — и та, и другая отличаются кротким нравом, «незлобивостью и безответностью». К числу их ближайших литературных «родственниц» относятся также Софья Матвеевна («Бесы») и Софья Андреевна Версилова («Подросток»). В «Преступлении и наказании» имя Соня идёт в сочетании со словом «вечный» («Сонечка Мармеладова, вечная Сонечка, пока мир стоит!»). По словам Валерия Кирпотина, этот эпитет, изначально использовавшийся Бальзаком применительно к отцу Горио («вечный отец»), в контексте романа Достоевского означает не только бесконечную преданность, но и «порядок, на котором стоит ненавистный Раскольникову мир».
Другой смирной и покорной героиней романа является убитая Раскольниковым Лизавета Ивановна. Родион Романович, слушая воспоминания Сони о сводной сестре Алёны Ивановны, называет Лизавету «юродивой», а рассказчик сообщает, что её считали «чуть ли не идиоткой» (что у Достоевского означает не медицинский диагноз, а «сердечную простоту»). Среди её «сестёр» по духу — «блаженная Лизавета» из «Бесов» и Лизавета Смердящая из «Братьев Карамазовых». Имя, которое писатель дал своим персонажам, могло быть взято им из «Алфавитного списка святых с указанием чисел празднования их памяти и значения имён» — этот календарь находился в библиотеке Фёдора Михайловича, и он знал, что слово «Елизавета» переводится с иврита как «почитающая Бога». Наконец, связь с ещё одной Лизаветой Ивановной — воспитанницей графини из пушкинской «Пиковой дамы» — обнаружил Альфред Бем:

Германн губит старуху графиню и попутно морально «убивает» её воспитанницу, живущую с нею в одном доме. Раскольников убивает старуху-ростовщицу и здесь же убивает и её сводную сестру — Лизавету Ивановну… Совпадение в имени побочной жертвы не считаю случайным; оно выдаёт, скрытую может быть для самого Достоевского, связь обоих сюжетов. 

## Образ города

### Быт и нравы

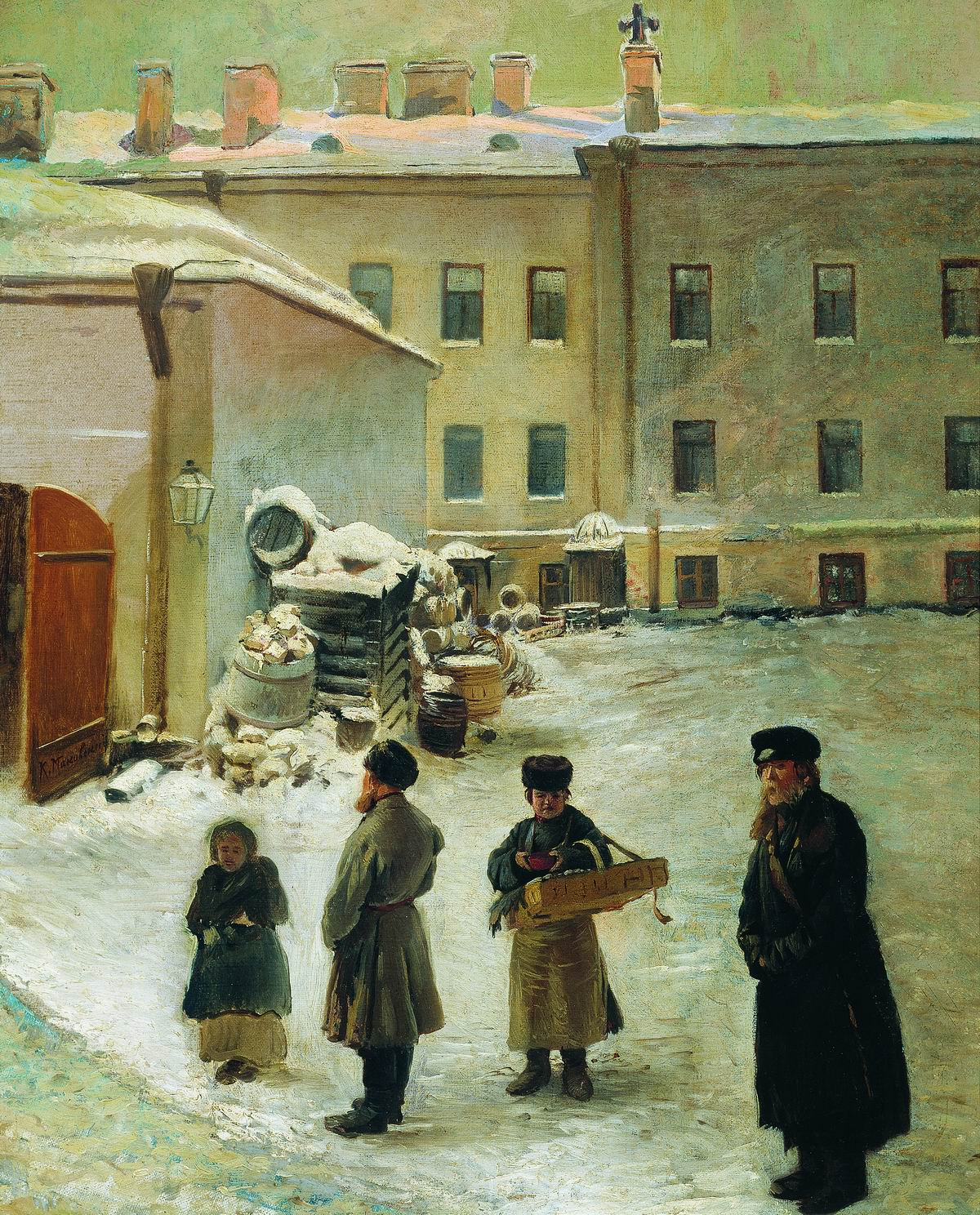
К. Е. Маковский. Петербургский дворик. Конец 1850-х годов

Среди образов «Преступления и наказания» исследователи выделяют Петербург, называя его не просто местом действия, а равноправным и даже, возможно, главным героем романа. Достоевский считал Петербург и «самым умышленным», и «самым фантастическим городом в мире». Размышления о том, как он воздействует на внутренний мир человека, писатель вложил в уста Свидригайлова, который в разговоре с Раскольниковым замечает: «Редко где найдётся столько мрачных, резких и странных влияний на душу человека, как в Петербурге! Чего стоят одни климатические влияния!».
Основоположниками «петербургского текста» были Александр Пушкин и Николай Гоголь, но Достоевский, создавая образ большого города, продолжил тему, заданную другим литератором — Николаем Некрасовым — в составленном им альманахе «Физиология Петербурга» (1844—1845). Так, интонации включённого в некрасовский сборник рассказа Дмитрия Григоровича «Петербургские шарманщики» повторяются в словах Раскольникова, обращённых к случайному прохожему: «Я люблю, как поют под шарманку в холодный, тёмный и сырой осенний вечер, непременно в сырой… или, ещё лучше, когда снег мокрый падает». Шарманщики в ту пору были неотъемлемой частью городского пейзажа, и многие издания (к примеру, газета «Голос», 1865, № 20) обращали внимание на то, что дети постоянно «таскают с собой по улицам» этот механический инструмент.
В романе воссозданы элементы быта Петербурга 1860-х годов. Рассуждения Родиона Романовича об особом настроении, создаваемом шарманкой во время снегопада, когда «фонари с газом блистают», служат напоминанием о том, что в ту пору весь центр российской столицы уже освещался газовыми лампами. В сцене, когда Раскольников после убийства Лизаветы идёт на кухню, чтобы вымыть руки и топор, присутствует деталь из хозяйственной жизни горожан: на лавке стоит «ведро, наполовину полное воды». В середине XIX века в Петербурге ещё не была построена система непрерывного водоснабжения, и жители или брали питьевую воду из колодцев, находящихся во многих дворах, или — с помощью водовозов — получали её из рек и каналов.
Во время скитаний по городу Раскольников заходит в трактир, просит слугу принести свежие газеты и просматривает заголовки; в заметках — среди прочих новостей — сообщается о многочисленных пожарах, которые, как писали в 1865 году «Русские ведомости», обрели в то время в Петербурге «ужасающие размеры». Публицист Николай Страхов в воспоминаниях о Достоевском рассказывал, что «пожары наводили ужас, который трудно передать». Направляясь в полицейскую контору, герой видит «дворников с книжками под мышкой». Как пояснял журналист и краевед Владимир Михневич, под «книжками» в романе подразумевались домовые книги, в которые заносились сведения о «всяком лице, прибывшем в Петербург».
К числу новых для российской столицы веяний, отражённых в произведении, относятся коммуны, появившиеся после выхода в свет романа Николая Чернышевского «Что делать?» (1863), — о них много рассуждает Андрей Семёнович Лебезятников. Наиболее известной из них была община, организованная писателем Василием Слепцовым, — она располагалась на Знаменской улице и считалась центром притяжения демократической молодёжи. Кроме того, Достоевский, возможно, слышал о коммуне, находившейся на Средней Мещанской улице: писатель жил в том же районе.

Петербург Достоевского — это не город Невского проспекта, белых ночей и глядящихся в Неву пышных дворцов Английской набережной. Это Петербург доходных домов, чёрных лестниц, похожих на гроб каморок, полицейских управлений и кабаков… Город бедный живёт своей привычной жизнью и, кажется, не подозревает о другом, парадном Петербурге.

### Петербургская топография

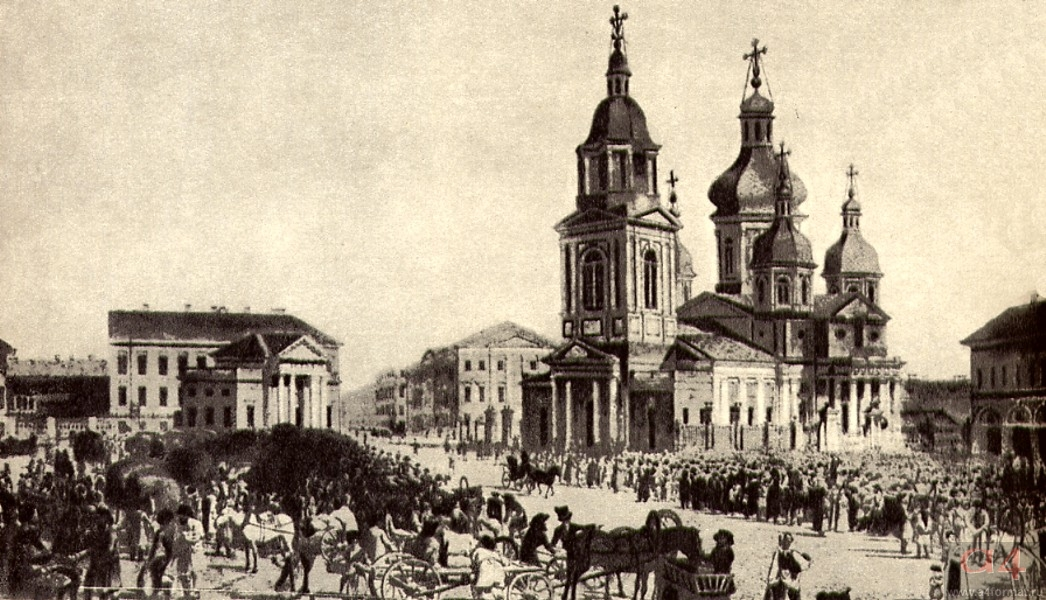
Маршруты Раскольникова пролегали через Сенную площадь

Действие романа начинается с того, что герой выходит из каморки, расположенной в С — м переулке, и направляется к К — ну мосту. В 1907 году вдова Достоевского Анна Григорьевна расшифровала часть сокращённых наименований, сделав специальные пометки на полях собственного экземпляра «Преступления и наказания»; согласно её обозначениям, действие начинается в Столярном переулке, а Раскольников движется к Кокушкину мосту. Однако исследователи К. А. Купман и А. М. Конечный, занимавшиеся изучением топографии романа, полагали, что под С — м переулком писатель, возможно, имел в виду другой элемент инфраструктуры — Спасский переулок:

Сложная картина нарушения реальной топографии Петербурга создаёт специфический образ города в романе: с одной стороны — узнаваемый конкретный район города, с другой — город-двойник, отражённый как бы в кривом зеркале, где улицы и расстояния не соответствуют реальным, а дома героев и их местонахождение подвижны и неуловимы.
Тем не менее многие литературоведы взяли за основу версию о том, что каморка Родиона Романовича находилась в доме Шиля в Столярном переулке: так, Моисей Альтман писал, что «местожительство Раскольникова тесно связано с адресами Достоевского», краевед Евгения Саруханян указывала, что хотя у исследователей есть определённый выбор, более других «на дом Раскольникова походит здание на углу бывшей Средней Мещанской и Столярного переулка», а Леонид Гроссман решительно утверждал, что Столярный переулок — «это точный адрес Раскольникова». При этом историк Николай Анциферов, соглашаясь с расшифровкой вдовы писателя, отмечал, что если исходить из текста романа, то похожих домов в Петербурге было много.
В Столярном переулке, судя по информации из газеты «Петербургский листок» за 1865 год, находилось шестнадцать домов, в которых размещалось восемнадцать трактиров и распивочных: «Так что желающие насладиться подкрепляющей и увеселяющей влагой… не имеют даже никакой необходимости смотреть на вывески: входи себе в любой дом — везде найдёшь вино». Направляясь к старухе-процентщице, Родион Романович проходит через Сенную площадь с её «обилием известных заведений». Достоевский был хорошо знаком с этим районом (о котором Салтыков-Щедрин писал как о месте, где «полиция не требует даже внешней благопристойности»), поэтому маршрут своего героя он воспроизвёл весьма скрупулёзно. Именно на Сенной Раскольников замышляет убийство Алёны Ивановны; туда же он приходит, чтобы принародно признать себя убийцей: «Он стал на колени среди площади, поклонился до земли и поцеловал эту грязную землю».
Покидая свою каморку и возвращаясь в неё, Родион Романович постоянно спускается и поднимается по лестнице — согласно подсчётам исследователей, герой на протяжении романа выполняет это действие 48 раз. Сама же лестница обретает значение отдельного образа — как писал литературовед Л. Даунер, «восхождение и нисхождение Раскольникова являются своего рода психическим ритуалом… Его „путь“ — это буквально путь „вверх“ и „вниз“». Дмитрий Сергеевич Лихачёв признавался, что при преодолении тех тринадцати ступеней, которые ведут к жилищу героя, человека «охватывает ужас»: «Иллюзия реальности поразительная».
У исследователей нет единого мнения по поводу адреса дома («преогромнейшего, выходившего одной стеной на канаву, а другою в — ю улицу») старухи-процентщицы. По мнению Дмитрия Лихачёва, Сергея Белова, Евгении Саруханян, Алёна Ивановна жила на набережной канала Грибоедова, 104/25. Николай Анциферов предполагал, что её квартира находилась «на левом углу Садовой и Никольского рынка». Краеведы Юрий Краснов и Борис Метлицкий придерживались версии, что дом героини стоял неподалёку от Гороховой улицы.
В романе указывается, что жилище Раскольникова отделено от полицейской конторы «четвертью версты»; для того, чтобы добраться до неё, герой проходит через — ский мост, затем движется прямо и поворачивает налево. В плане Петербурга, составленном в 1849 году, и в адресной книге города за 1862 год значится полицейская контора, находившаяся по адресу: Большая Подьяческая, 26. Николай Анциферов и Евгения Саруханян считали, что путь героя пролегал именно к этому строению. В то же время некоторые исследователи (например, Юрий Краснов и Борис Метлицкий) называли другой адрес — своё мнение они обосновывали тем, что квартира, в которой Достоевский работал над романом, в середине 1860-х годов «относилась к 3-му кварталу 2-й полицейской части», а соответствующая контора «размещалась в доме 67 по Екатерининскому каналу».

## Приметы времени
Достоевский, сообщив осенью 1865 года о работе над «Преступлением и наказанием» издателю Михаилу Каткову, упомянул, что «действие современное, в нынешнем году». В самом произведении указаний на конкретные даты не содержится, однако присутствуют узнаваемые приметы, позволяющие соотнести романные и реальные события. Уже первая фраза («В начале июля, в чрезвычайно жаркое время…») свидетельствует о том, что автор стремился внести в текст максимум достоверности, — как писали в июле 1865 года газеты «Петербургский листок» (№ 91) и «Голос» (№ 196), жара в середине лета действительно стояла невыносимая: «Сорок градусов на солнце, духота, зловоние из Фонтанки, каналов». При этом, по замечанию Владимира Данилова, описание накрывшего город зноя было необходимо Фёдору Михайловичу не только ради «придания роману колорита современности», но и для отражения психологического состояния героя: «Жара должна была содействовать обострению отрицательных впечатлений Раскольникова от окружающей жизни». Подобное мнение разделял и критик Вадим Кожинов, писавший, что жару в произведении не следует рассматривать в качестве одной лишь «метеорологической приметы»: «Это не только атмосфера июльского города, но и атмосфера преступления».
Накануне преступления Раскольников, обратив внимание городового на подозрительного гражданина, произносит: «Вон он отошёл маленько, стоит, будто папироску свёртывает». Подробность, касающаяся папироски, была актуальной для середины 1865 года: летом вышло в свет постановление, разрешающее курение на улицах российской столицы. Как отмечали исследователи, Достоевский специально включил эту деталь в текст романа, чтобы «придать изображению характер текущего дня».
Лужин, рассуждая о росте преступности в «высших классах», упоминает о том, что «в Москве ловят целую компанию подделывателей билетов последнего займа с лотереей — и в главных участниках один лектор всемирной истории». За репликой Петра Петровича стоит реальное происшествие, о котором, в частности, упоминали «Московские ведомости» (1865, № 197), — речь шла о раскрытии деяний группы лиц, создававших фальшивые свидетельства лотерейного займа. Не исключено, что Достоевский обратил внимание на эту криминальную историю потому, что «главным участником» был профессор академии коммерческих наук Александр Неофитов, приходившийся Фёдору Михайловичу родственником по материнской линии.

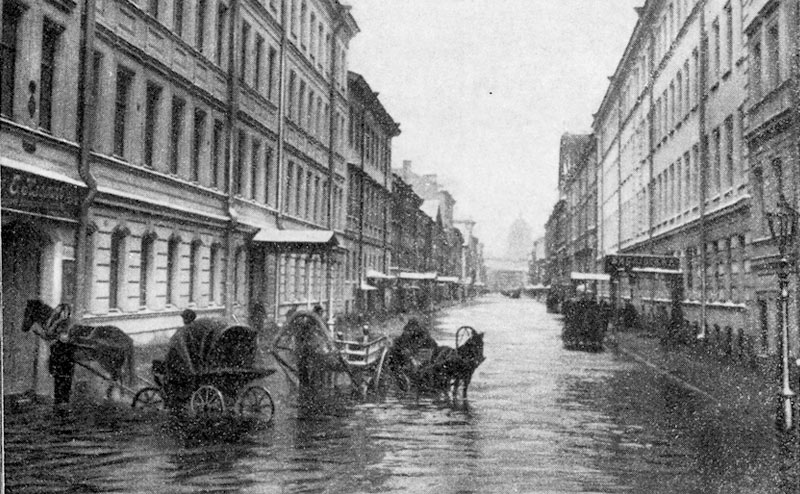
Наводнение в Петербурге

Свидригайлов, объясняя Раскольникову, почему он дважды ударил хлыстом свою жену Марфу Петровну, замечает, что аналогичный случай произошёл несколько лет назад с «осрамлённым всенародно и вселитературно одним дворянином», избившим в вагоне некую пассажирку. История, о которой вспомнил Аркадий Иванович, случилась в 1860 году. Пресса широко освещала обстоятельства дела, и выпускаемый в ту пору братьями Достоевскими журнал «Время» публиковал материалы, рассказывающие о «геройском подвиге» вышневолоцкого помещика Козляинова.
Тот же Свидригайлов накануне самоубийства подходит к окну своего «нумера», смотрит в ночную мглу и думает о том, что «вода прибывает, к утру хлынет, зальёт подвалы и погреба». В этой сцене дана отсылка к конкретной дате: в ночь с 29 на 30 июня 1865 года в российской столице действительно началась сильная буря; от дождя и разрушительного ветра пострадала прежде всего Петербургская сторона.

## Идея Раскольникова. Признание героя
В разговоре с Соней Мармеладовой Раскольников объясняет причины совершённого им преступления отнюдь не радением о судьбе близких или даже всего человечества — в основе его деяния лежат иные мотивы: «Я просто убил, для себя убил; для себя одного… Мне другое надо было узнать… Смогу ли переступить или не смогу!… Тварь ли я дрожащая, или право имею». Более подробно идея Родиона Романовича раскрывается в его беседах со следователем. Зимой, за полгода до убийства, герой написал статью «О преступлении», в которой обосновал деление человечества на два разряда. Низший разряд — это обыкновенные люди, существующие в рамках заповеди «Не убий». К высшему относятся Наполеон, Магомет, Ньютон, Кеплер, Ликург, Солон и другие «законодатели человечества»; они, согласно теории Раскольникова, «имеют право разрешить своей совести перешагнуть… через иные препятствия». Отправляясь с топором в дом Алёны Ивановны, Родион Романович примеряет свою теорию на себя, пытаясь определить, к какому разряду он принадлежит.
Когда Порфирий Петрович впервые выводит разговор на статью, Раскольников припоминает, что «действительно написал… по поводу одной книги». Исследователи выдвигали разные версии относительно её названия. По мнению Фёдора Евнина, речь шла о сочинении Наполеона III «История Юлия Цезаря», изданном весной 1865 года в Петербурге. Выход книги сопровождался дискуссиями и в российской, и в зарубежной прессе, за которыми Достоевский внимательно следил. Возможно, его заинтересовали отдельные фрагменты из предисловия к «Истории…», перекликающиеся с тезисами Раскольникова: «Когда необыкновенные дела свидетельствуют о величии гениального человека, то приписывать ему страсти и побуждения посредственности — значит идти наперекор здравому смыслу».

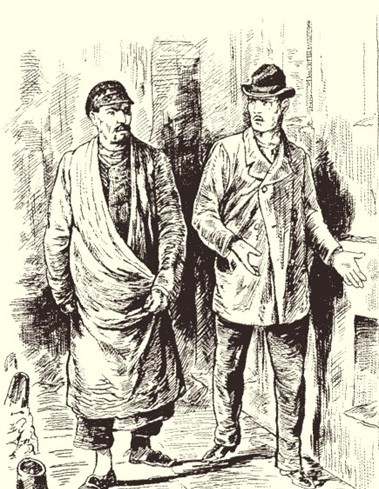
В. И. Порфирьев. Раскольников и мещанин

Валерий Кирпотин называл другое произведение, которое могло повлиять на мировоззрение Родиона Романовича, — это философский труд Макса Штирнера «Единственный и его собственность» (1845), с содержанием которого Достоевский мог познакомиться ещё в молодые годы в доме Михаила Петрашевского. Появление книги Штирнера, провозглашавшей «крайний культ своего „я“», вызвало в своё время общественный резонанс и также стало поводом для полемики. Литературовед Михаил Алексеев полагал, что существует определённое сходство между теорией Раскольникова и принципами, заложенными в трактате писателя Томаса де Квинси «Убийство как одно из изящных искусств». В то же время Юрий Карякин считал, что «книг таких было много, слишком много… Раскольниковская статья и есть художественный образ всех этих книг».
Через тринадцать дней после убийства Раскольников прощается с Пульхерией Александровной, Дуней и Соней и отправляется сначала на Сенную, а затем — в полицейскую контору. Там герой произносит: «Это я убил тогда старуху-процентщицу и сестру её Лизавету топором и ограбил». Его признание, как заметил Юрий Карякин, — это ещё не раскаяние: герой кланяется народу на площади и делает явку с повинной не от осознания своей вины, а «от тоски, безысходности и нечеловеческой усталости»:

Он в это мгновение был как в «припадке», пишет Достоевский. Сцена всенародного покаяния на площади не получилась потому, что не было ещё самого покаяния. Народ на площади смеётся над ним… Вышел не катарсис, а именно припадок. 

## Эпилог

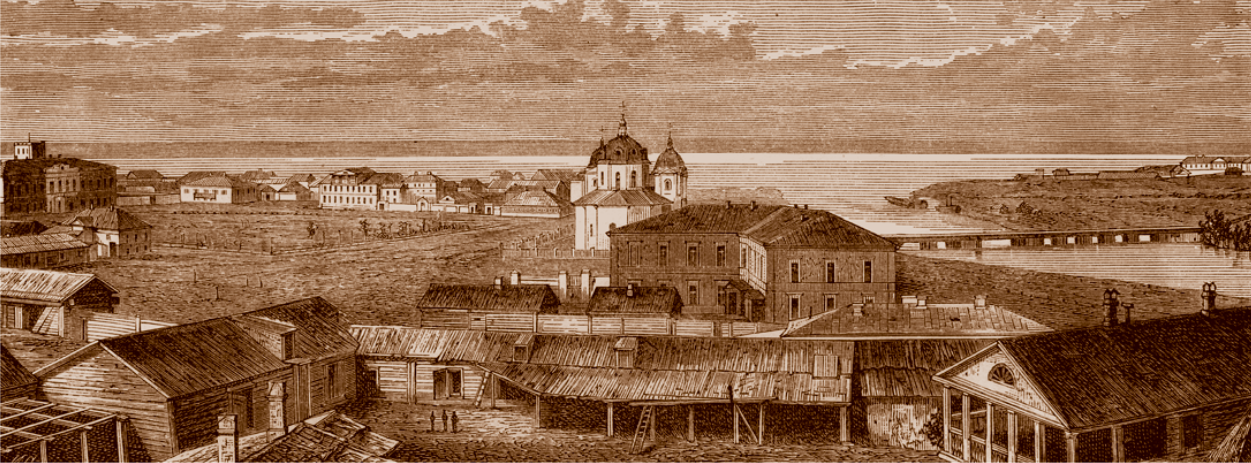
Омск. Конец XIX века

Эпилог в «Преступлении и наказании» исследователи называют информационным и открытым: в нём, с одной стороны, рассказывается о событиях, прошедших в течение полутора лет после признания Раскольникова (смерть Пульхерии Александровны, свадьба Авдотьи Романовны и Дмитрия Разумихина, их планы, касающиеся возможного переезда в Сибирь); с другой — обозначается перспектива для новой истории о «постепенном обновлении и перерождении человека». Правда, героем этой истории становится уже не Родион Романович, а «положительно-прекрасный человек» Лев Николаевич Мышкин из «Идиота» — следующего романа Достоевского.
Заключительная часть «Преступления и наказания» начинается с описания сибирского города, в крепости которого находится острог, — там отбывает восьмилетний срок ссыльнокаторжный второго разряда Родион Раскольников. В этой картине зафиксированы воспоминания Достоевского об Омском остроге, в котором Фёдор Михайлович находился в течение четырёх лет. Второй разряд каторжника означал, что осуждённому предстоит работать не в рудниках, как преступникам первого разряда, а в крепости. Сам Достоевский во время пребывания на каторге также входил в число арестантов второго разряда. Приговор для Родиона Романовича, как отмечается в эпилоге, «оказался милостивее, чем можно было ожидать», — это было связано с тем, что по Уложению о наказаниях свода уголовных законов от 1843 года убийство процентщицы и её сестры трактовалось судом как «учинённое хотя и с намерением, но по внезапному побуждению»; кроме того, были учтены «явка с повинною и некоторые облегчающие вину обстоятельства».
В первые месяцы пребывания в остроге Раскольников не чувствует за собой вины: «Совесть моя спокойна. Конечно, сделано уголовное преступление… ну и возьмите за букву закона мою голову… и довольно». Зато герой всё больше понимает, что между ним и другими каторжанами существует «непроходимая пропасть»: «Его даже стали ненавидеть… смеялись над его преступлением». Эти строки соотносятся с письмом Достоевского брату, где, в частности, говорится: «нас, дворян, встретили они враждебно и со злобною радостью в нашем горе».
Во время болезни Родиону Романовичу начинают сниться «вещие сны» — в одном из них он видит «моровую язву, идущую из глубины Азии на Европу»; в итоге должны погибнуть все, кроме немногих «избранных» людей. Этот сон предшествует «последнему перерождению» героя; в основе его видения — 24-я глава Евангелия от Матфея, в которой Иисус говорит ученикам: «Также услышите о войнах и о военных слухах. Смотрите, не ужасайтесь, ибо надлежит всему тому быть, но это ещё не конец; ибо восстанет народ на народ, и царство на царство; и будут глады, моры и землетрясения по местам; всё же это — начало болезней… И если бы не сократились те дни, то не спаслась бы никакая плоть; но ради избранных сократятся те дни».
В черновиках Достоевского сохранилась запись, свидетельствующая о том, что идею романа писатель видел в тезисе «Православное воззрение, в чём есть православие. Нет счастья в комфорте, покупается счастье страданием», поэтому Раскольников в процессе «перерождения» проходит через боль и мучения. Сначала сны, а затем и приезд Сони Мармеладовой, совместное с нею чтение Нового Завета выводят героя из душевного тупика. Пребывая в поисках финальной фразы, автор романа сделал пометку: «Последняя строчка. Неисповедимы пути, которыми Бог находит человека». В истории нравственных блужданий Раскольникова «Бог нашёл человека», считает литературовед Игорь Сухих. Иной точки зрения придерживался Юрий Карякин, писавший, что Родион Романович «так и не открыл Евангелия»; у героя были другие основания для внутреннего обновления: «Разве могут её [Сонины] убеждения не быть теперь и моими убеждениями?» По мнению Карякина, «их воскресила любовь».

Раскольникова спасает Соня. Судьбы её брата и сестры устраивает перед самоубийством Свидригайлов. Дуню выручает влюблённый в неё Разумихин. Человека спасает другой человек, но дыра в бытии затягивается лишь в этом месте. Все остальные проблемы остаются нерешёнными. Хватит ли на всех любви «вечной Сонечки»? Кто спасёт погибающий от безумия мир? Всегда ли находит Бог человека и как быть, если человек не находит его? Эти вопросы философский роман Достоевского оставил решать двадцатому веку.

## Отзывы и рецензии
В 1866 году «Преступление и наказание» стало, по словам критика Николая Страхова, самым обсуждаемым произведением в российском литературном сообществе. Начальные главы были опубликованы в январе, а уже в феврале появились первые рецензии. И хотя далеко не все отзывы были положительными, Достоевский, в целом, был доволен реакцией читателей и коллег: в письмах, адресованных друзьям — юристу Александру Егоровичу Врангелю и доктору богословия Ивану Янышеву, — Фёдор Михайлович сообщал, что роман положительно сказался на его репутации.
Первой откликнулась петербургская газета «Голос» (редактор которой, Андрей Краевский, за полгода до этого отказался от переговоров по поводу возможной публикации ещё не написанного романа в издаваемых им же «Отечественных записках») — анонимный автор отметил в номере от 17 февраля, что «Преступление и наказание» «обещает быть одним из капитальных произведений»; отдельно были выделены психологически точные детали, связанные с рождением и развитием мысли Раскольникова об убийстве процентщицы.
Затем последовали весьма жёсткие рецензии в журнале «Современник». Публицист издания Григорий Елисеев указал в материале под рубрикой «Современное обозрение» (1866, № 2), что автор, выбрав в качестве героя-убийцы студента, бросил тень на всех молодых демократов 1860-х годов: «Бывали ли когда-нибудь случаи, чтобы студент убивал кого-нибудь ради грабежа? Что сказал бы Белинский об этой новой фантастичности г-на Достоевского?» Продолжив тему в третьем, мартовском номере журнала, Елисеев сравнил роман Достоевского с «Натурщицей» — повестью Николая Ахшарумова — и заявил, что, несмотря на содержащуюся в ней «чепуху и галиматью», по уровню художественности она «далеко превосходит» «Преступление и наказание». Особое возмущение рецензента вызвало заполненное физиологическими подробностями описание убийства старухи — по словам публициста, это была со стороны автора романа «чистая нелепость, для которой не может быть найдено никакого оправдания ни в летописях древнего, ни в летописях нового искусства».
Следом подобные претензии прозвучали со страниц некоторых других изданий. Так, анонимный критик газеты «Неделя» (1866, № 5), поставив в упрёк Достоевскому нелюбовь к молодому поколению, упомянул, что аналогичная тема уже поднималась в романе «Отцы и дети», но, в отличие от Фёдора Михайловича, «г-н Тургенев вёл дело начистоту, не прибегая к грязненьким инсинуациям»: «Не так поступает г-н Ф. Достоевский. Он не говорит прямо, что либеральные идеи и естественные науки ведут молодых людей к убийству, а молодых девиц к проституции, а так, косвенным образом, даёт это почувствовать».
Часть рецензентов признавала, что у них сложилось двойственное отношение к «Преступлению и наказанию». Например, не подписавшийся автор издания «Гласный суд» (1867, № 159), вспоминая год спустя о читательской реакции на роман, рассказывал, что в либеральных кругах довольно быстро сформировалось мнение о «тенденциозном» характере произведения, поэтому даже произносить его название было не принято («Говорили шёпотом, как о чём-то таком, о чём вслух говорить не следует»); в то же время при его обсуждениях в частных беседах нередко звучали реплики о тонком психологическом анализе, свойственном перу Достоевского. Среди российских литераторов одним из первых на «Преступление и наказание» откликнулся Тургенев, назвавший начальные главы романа «замечательными»; при этом «отдающее самоковырянием» продолжение не вызвало у него восторга. Достаточно тёплые отзывы поступили от поэта Аполлона Майкова и публициста Николая Огарёва.

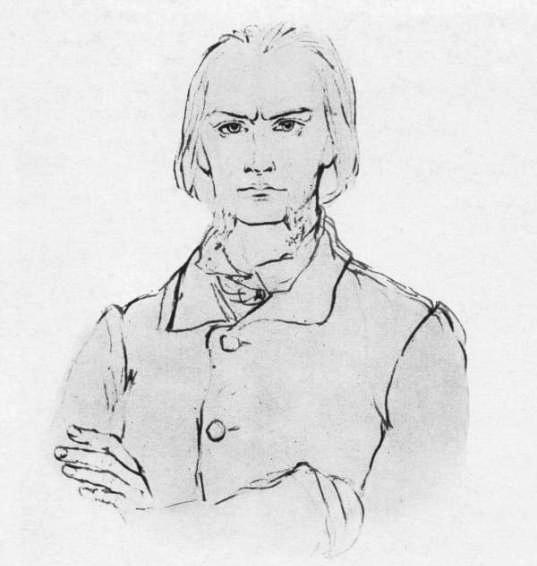
П. М. Боклевский. Раскольников

Большая дискуссия развернулась в прессе вокруг образа главного героя. Журналист Алексей Суворин разместил на страницах газеты «Русский инвалид» (1867, № 63) статью, в которой назвал Раскольникова «нервной, повихнувшейся натурой». Публицист «Гласного суда» (1867, № 159) увидел в размышлениях, поведении и поступках Родиона Романовича «признаки белой горячки». Иное мнение высказал в статье «Борьба за жизнь» («Дело», 1867, № 5) Дмитрий Писарев, написавший, что «нет ничего удивительного в том, что Раскольников, утомлённый мелкою и неудачною борьбою за существование, впал в изнурительную апатию».
Сам Достоевский сообщил, что наиболее близким ему по взглядам оказался Николай Страхов, напечатавший в «Отечественных записках» большую статью «Наша изящная словесность» (1867, № 2-4). В ней публицист, во-первых, категорически отверг предположения о том, что Раскольников является «сумасшедшим» и «больным человеком»; во-вторых, указал, что Родион Романович, наряду с тургеневским Базаровым, представляет собой тип «нового нигилиста»:

Раскольников есть истинно русский человек именно в том, что он дошёл до конца, до края той дороги, на которую его завёл заблудший ум. Эта черта русских людей, черта чрезвычайной серьёзности, как бы религиозности, с которым они предаются своим идеям, есть причина многих наших бед.

## Художественные особенности

### Язык и стиль
Исследователи заметили, что по мере развития сюжета ритм романа меняется: если в основной части произведения в «голосе» рассказчика нередко проскальзывают нервные, сбивчивые ноты, то в эпилоге — «в минуты особого просветления» — авторская речь становится спокойной и неторопливой. В начале и середине «Преступления и наказания» есть много уступительных предложений, условностей, оговорок и обмолвок: «впрочем», «как будто», «хотя». При создании образов персонажей писатель использует разные приёмы: к примеру, характер процентщицы раскрывается за счёт включения в текст уменьшительно-ласкательных слов — «крошечная старушонка», «с вострыми и злыми глазками», тогда как показ психологического состояния Раскольникова даётся с помощью «дисгармонии его синтаксиса».
Покидая свою каморку, Раскольников медленно, как бы в нерешимости, отправляется в сторону К — го моста. Слово «нерешимость» и близкие ему «не решаться», «неразрешимо», «нерешённое» являются, по мнению Вадима Кожинова, ключевыми: «„Преступление и наказание“ — роман неразрешимых ситуаций и роковых, чреватых трагическими последствиями решений». Столь же заметное место в лексике романа занимает слово «странный» («…подумал он с странною улыбкой»): по подсчётам литературного критика Виктора Топорова, Достоевский использует его в «Преступлении и наказании» около 150 раз — и во многом благодаря ему в сюжете формируется «атмосфера неожиданности». Ещё одно слово — «вдруг» — встречается почти 560 раз; оно, как правило, появляется в ситуациях, связанных со сменой настроения персонажей или внезапными поворотами сюжета.
Отдельного внимания исследователей удостоилась внутренняя речь Раскольникова. В ней присутствуют вопросы к невидимым собеседникам, их возможные ответы, возникающая между ними полемика. К своим «внутренним» оппонентам Родион Романович обращается обычно на «ты» и весьма небрежно; столь же издевательские реплики — от их имени — он порой адресует и себе. Культуролог Михаил Бахтин выбрал в качестве образца драматизированного внутреннего монолога героя его размышления после получения письма от Пульхерии Александровны: «Не бывать? А что ты сделаешь, чтобы этому не бывать?… Да за десять-то лет мать успеет ослепнуть от косынок, а пожалуй что и от слёз исчахнет, а сестра? Ну, придумай-ка, что может быть с сестрой через десять лет, али в эти десять лет? Догадался?».

### Роль рассказчика
В поэтике «Преступления и наказания» литературоведы выделяют роль рассказчика, которого Достоевский, судя по его рабочим материалам, представлял себе «невидимым, но всеведущим существом». Отказавшись от изначального намерения писать произведение от первого лица — от имени каторжника, автор, по мнению Леонида Гроссмана, тем не менее сохранил в тексте его интонации — следы черновых версий, написанных в исповедальной форме, обнаруживаются повсеместно и даже «как бы превращают весь роман во внутренний монолог Раскольникова».
Иной точки зрения придерживается Евгения Иванчикова, считающая, что во многих эпизодах произведения ощущается присутствие так называемого имплицитного автора — он, в частности, даёт описание внешности героев, сообщает об обстановке в их домах, информирует об изменении погоды; с его участием созданы почти все заключительные страницы. Временами рассказчик лаконичен, порой сдержан — к примеру, сообщая в эпилоге о том, как прошёл судебный процесс по делу Раскольникова, он демонстрирует суховатую отстранённость. Однако в некоторых сценах имплицитный автор внезапно раскрывается и проявляет своё незримое участие в сюжете с помощью личных местоимений («Мы и без того слишком далеко забежали») и соответствующих глагольных форм («Не стану теперь описывать, что было в тот вечер»).

### Двойники
Написав в 1845 году петербургскую поэму «Двойник», Достоевский признавался, что хотя сама повесть ему «решительно не удалась», её идея «была довольно светлая». В последующих произведениях писатель продолжал развивать тему двойничества, создавая рядом с главными героями образы их «подпольных типов»: для Ставрогина это Пётр Верховенский («Бесы»), для Ивана Карамазова — Смердяков («Братья Карамазовы»). По словам Игоря Сухих, двойники в романах Фёдора Михайловича — это «обычно искажённое, преувеличенное зеркало центрального персонажа».
В «Преступлении и наказании» есть несколько действующих лиц, которых литературоведы относят к двойникам Раскольникова. Первый из них — студент — сидит в трактире рядом с офицером и в присутствии Родиона Романовича рассказывает о процентщице: «Я бы эту проклятую старуху убил и ограбил… без всякого зазора совести». Несмотря на пылкость произносимых речей, безымянный студент является «лишь бледным отражением» главного героя. Следующий его двойник — Аркадий Иванович Свидригайлов, человек, живущий вне рамок добра и зла: он способен на низкие поступки и в то же время легко откликается на добрые дела. Далее в списке двойников идёт следователь Порфирий Петрович, понимающий мотивы деяния Раскольникова как свои собственные, а также красильщик Миколка, который берёт на себя вину за несовершённое убийство ради «страсти к покаянию».

### Повторы и символы
Одним из элементов творческого почерка Достоевского является присутствие в тексте числовых и цветовых символов. Так, в романе многократно повторяется число «четыре»: на 4-м этаже живут старуха-процентщица и семья Мармеладовых; вещи, вынесенные из квартиры Алёны Ивановны, герой прячет вблизи строящегося четырёхэтажного дома; в полицейской конторе Родион Романович движется к четвёртой комнате. По мнению исследователей, в основе использования числа «четыре» лежат фольклорные и библейские традиции — не случайно в предложении Сони, советующей Раскольникову принародно покаяться на Сенной площади, звучат сказовые мотивы: «Стань на перекрёстке… поклонись всему свету на все четыре стороны».
Столь же символичным является частое указание на определённое время суток — одиннадцать часов. В одиннадцатом часу Раскольников покидает жилище умершего Семёна Захаровича Мармеладова. Придя к Соне, герой с порога задаёт вопрос: «Я поздно… Одиннадцать часов есть?» В это же время на следующий день Родион Романович приходит к Порфирию Петровичу. Не исключено, что делая акцент на числе «одиннадцать», Достоевский имел в виду евангельскую притчу о работниках в винограднике, согласно которой хозяин, нанявший людей, велел управляющему расплатиться со всеми поровну, но начать с тех, кто пришёл позже других, — около одиннадцати часов: «Так будут последние первыми, и первые последними, ибо много званых, а мало избранных».
По наблюдениям историка Сергея Соловьёва, основной фон «Преступления и наказания» создан за счёт одного только цвета — жёлтого. К примеру, в квартире Алёны Ивановны имеются жёлтые обои; мебель сделана из жёлтого дерева; картинки, развешанные по стенам, вставлены в жёлтые рамки. Каморка Раскольникова тоже «жёлтенькая». Жёлтый цвет превалирует в гостиничном номере, где остановился Свидригайлов. Как заметил Вадим Кожинов, «слово „жёлтый“ не раз соседствует с другим словом того же корня — „жёлчный“», поэтому в совокупности они дают представление о мучительных, давящих состояниях, в которых пребывают герои романа.

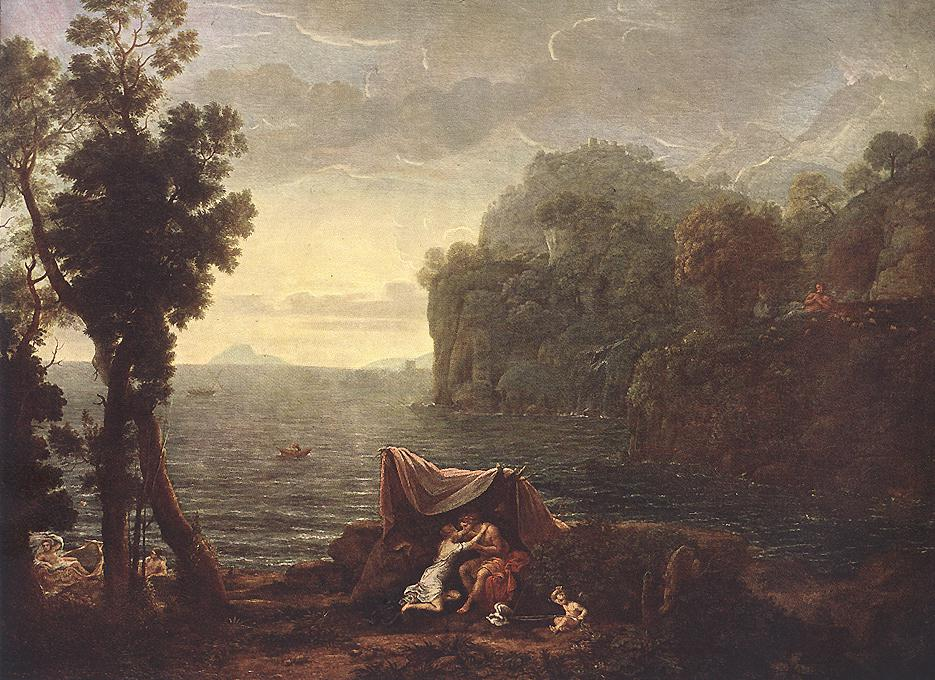
Клод Лоррен. Пейзаж с Ацисом и Галатеей

Придя в дом к старухе, чтобы сделать «пробу своему предприятию», Раскольников фиксирует взглядом просвечивающее сквозь занавески заходящее солнце. В его сознании мелькает мысль: «И тогда, стало быть, так же будет солнце светить». Заходящее солнце является ещё одним часто встречающимся символом в произведениях Достоевского — например, для Версилова («Подросток») очень важен образ «зовущего» светила в картине «Пейзаж с Ацисом и Галатеей» Клода Лоррена, а Алёше Карамазову памятен эпизод из детства, когда в отворённое окно пробивались «косые лучи заходящего солнца (косые-то лучи и запомнились всего более)». Если закат у Достоевского трактуется исследователями как «стихия, влияющая на героев», то солнце они рассматривают как символ «живой жизни». Во время третьего, решающего разговора Порфирия Петровича с Раскольниковым следователь советует: «Станьте солнцем, вас все и увидят. Солнцу прежде всего надо быть солнцем».

### Жанр и композиция
Литературоведы дают разные определения жанру «Преступления и наказания». Филолог Борис Энгельгардт называл роман идеологическим, а Михаил Бахтин — полифоническим. По мнению Валерия Кирпотина, произведение является романом-трагедией, в котором драматический конфликт включён в эпическое повествование. Сергей Белов выделил в структуре «Преступления и наказания» отдельную законченную трагедию в трёх действиях: это три встречи Раскольникова с Порфирием Петровичем, в которых история начинается с борьбы характеров, а завершается сокрушительным поражением одного из противников. Критик Константин Мочульский сравнил сочинение Достоевского с пятиактной пьесой с прологом и эпилогом, отметив, что автор воссоздал в романной форме «искусство античной трагедии».
Композиция романа построена таким образом, что в центре повествования почти постоянно находится Раскольников. От основной сюжетной линии расходятся, подобно лучам, побочные темы, связанные с судьбой семьи Мармеладовых, историей Авдотьи Романовны, биографиями Лужина и Свидригайлова. В первых частях произведения все побочные фабулы соединены в один клубок. По мере развития действия большинство из них постепенно исчерпывает себя (умирают Семён Захарович и Катерина Ивановна Мармеладовы, Дуня освобождается от назойливого внимания Петра Петровича и Аркадия Ивановича), и в шестой части к Родиону Романовичу как центру композиции остаются притянутыми лишь две сюжетные нити — Свидригайлова и Сони. После самоубийства Аркадия Ивановича своё присутствие вблизи Раскольникова сохраняет лишь Соня. Она же переходит вслед за героем в эпилог и вместе с ним движется к «новой истории, истории постепенного обновления человека».

## Литературная перекличка. Предтечи

### «Преступление и наказание» и русская литература

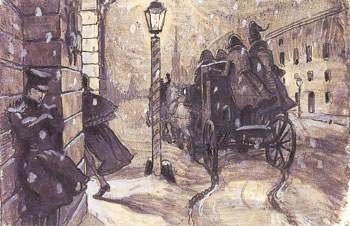
Александр Бенуа. Германн у дома графини

Основная тема, развиваемая в «Преступлении и наказании», была задана ещё Александром Пушкиным. Его герои — Германн из «Пиковой дамы» («человек с профилем Наполеона и душой Мефистофеля»), Сильвио из повести «Выстрел» — стали литературными предшественниками Раскольникова, который перенял их «мрачные сомнения и душевные терзания». О том, как разрастались «наполеоновские» настроения в обществе, поэт написал ещё в 1821 году в оде «Наполеон», приуроченной к смерти французского императора: «Исчез властитель осужденный, / Могучий баловень побед, / И для изгнанника вселенной / Уже потомство настает».
В романе Достоевского присутствуют — явно или в виде реминисценций — постоянные напоминания о пушкинских произведениях. К примеру, Разумихин, пришедший навестить заболевшего Раскольникова, полушутя успокаивает товарища тем, что в минуты бреда тот ничего не говорил «о графине». По мнению Альфреда Бема, в этой реплике обнаруживается завуалированная отсылка к «Пиковой даме».
Целая галерея людей с «наполеоновским» сознанием присутствует также в творчестве Михаила Лермонтова. Среди его героев, близких Раскольникову по духу, были чиновник Красинский из незавершённого романа «Княгиня Лиговская», Печорин («Герой нашего времени»), Арбенин («Маскарад» и «Арбенин»), Демон из одноимённой поэмы. К Лермонтову восходят многие сцены «Преступления и наказания». Так, во время скитаний по Петербургу Раскольников стоит на мосту, смотрит на город и понимает, что «духом глухим и немым полна для него эта картина»; здесь фактически воспроизводятся мысли лермонтовского «Демона»: «Я был отвергнут; как Эдем, / Мир для меня стал глух и нем». Накануне повторного визита к Алёне Ивановне Раскольников погружается в полузабытье; герою видятся оазисы, караваны, золотые пески, и эти грёзы во многом совпадают со строками из написанного Михаилом Юрьевичем восточного сказания «Три пальмы».
По словам Георгия Фридлендера, совсем не случайно полемика, возникшая несколько десятилетий назад относительно авторства фразы «Все мы вышли из „Шинели“ Гоголя», завершилась в пользу Достоевского, а не Тургенева. Гоголевское влияние на Фёдора Михайловича просматривается и в раннем творчестве (проблемы «маленького человека»), и в зрелые годы. Например, появление в «Преступлении и наказании» персонажей-двойников во многом идёт от гоголевских традиций: тема двойничества разрабатывалась Николаем Васильевичем в «Невском проспекте» (Пискарёв и Пирогов) и повести «Нос» (идея «взаимозаменяемости человека»). Когда Раскольников пытается избавиться от вещей, вынесенных из квартиры убитой процентщицы, то обнаруживает, что найти укромное место в большом городе сложно: «Везде люди так и кишат». Этот эпизод сопоставим со сценами из «Носа», в которых цирюльник Иван Яковлевич, нашедший в куске хлеба нос коллежского асессора Ковалёва, безуспешно стремится «как-нибудь нечаянно выронить его» на петербургских улицах.
Как заметил Валерий Кирпотин, в определённый момент, чтобы нагляднее продемонстрировать душевное смятение Раскольникова, Достоевский «подключил» своего героя к поэзии Николая Некрасова. Так, в одном из драматических снов Родиона Романовича возникает картина смерти измученной неподъёмной тягой лошадки, избитой хозяином Миколкой; подобные мотивы присутствуют в некрасовском стихотворении «До сумерек» (1858): «Под жёстокой рукой человека, / Чуть жива, безобразно тоща, / Надрывается лошадь-калека, / Непосильную ношу влача». Свидетельством того, что это произведение имело для Фёдора Михайловича особое значение, является напоминание о нём в другом романе — «Братьях Карамазовых», — герой которого, Иван, произносит: «У Некрасова есть стихи о том, как мужик сечёт лошадь кнутом по глазам, „по кротким глазам“».
Достоевского на протяжении десятилетий связывали весьма сложные отношения с Михаилом Салтыковым-Щедриным — писатели прошли путь от контактов в кругу петрашевцев до жёстких журнальных дискуссий и последующих примирений. При этом внимание к творчеству Михаила Евграфовича со стороны Фёдора Михайловича было всегда пристальным, а содержание щедринских «Губернских очерков» Достоевский, по данным литературоведов, знал почти наизусть. Некоторые профессиональные навыки следователя Филоверитова из этого произведения, его психологические «уловки» нашли своё отражение в образе Порфирия Петровича.

### «Преступление и наказание» и мировая литература

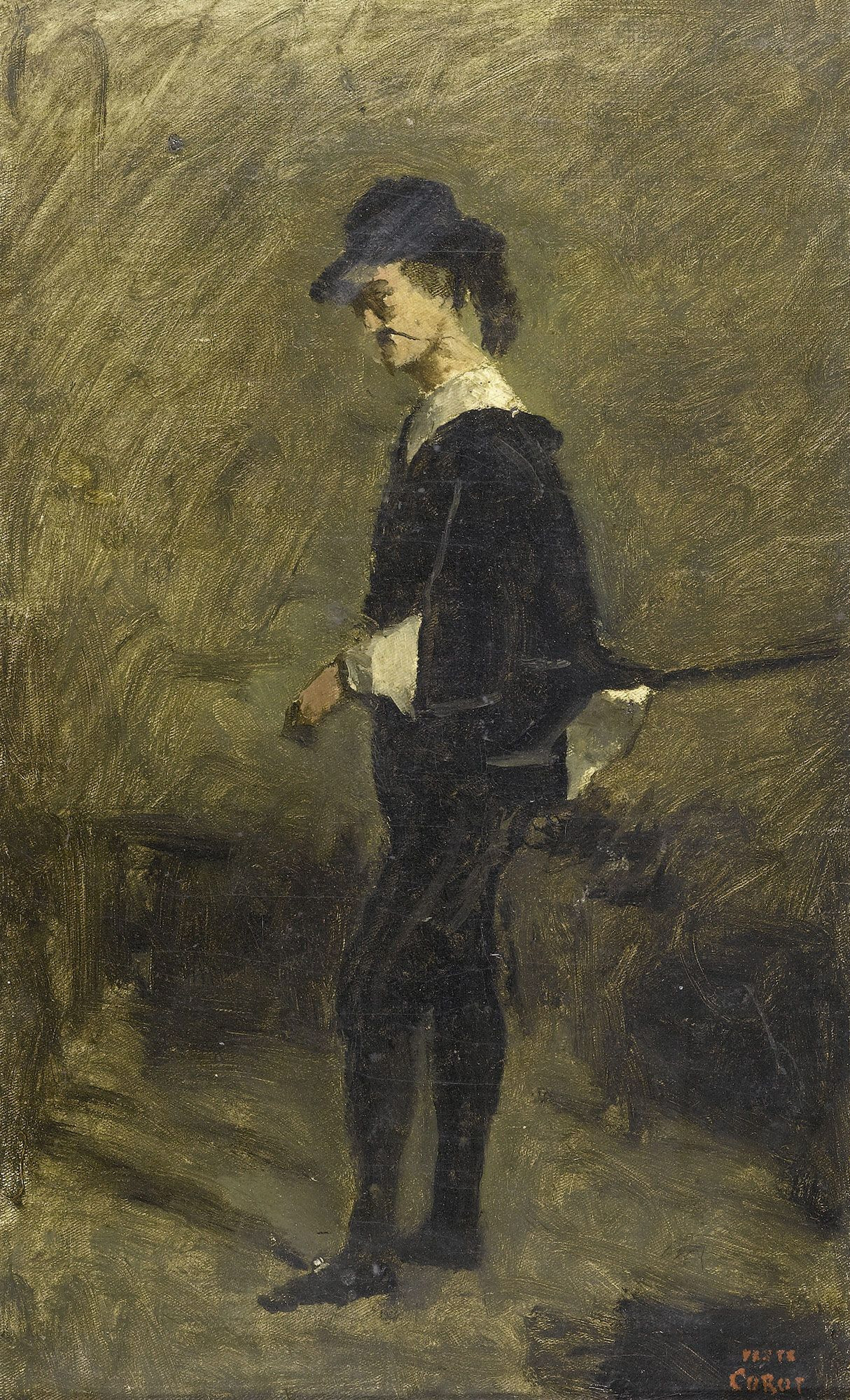
Коро. Гамлет

У Раскольникова было много «родственников» не только в русской, но и в зарубежной литературе: это поклонник Наполеона Жюльен Сорель из романа Стендаля «Красное и чёрное», Эжен де Растиньяк из бальзаковского «Отца Горио» и шекспировский Гамлет. Знакомство Достоевского с творчеством Шекспира произошло, вероятно, в 1837 году, когда трагедия «Гамлет» вышла в России в переводе Николая Полевого; судя по воспоминаниям современников Фёдора Михайловича, писатель хорошо знал текст пьесы и легко воспроизводил по памяти большие отрывки. Сравнивая Раскольникова и Гамлета, Валерий Кирпотин писал, что если шекспировский герой страстно пытается «выправить свихнувшийся мир», то персонаж «Преступления и наказания» стремится «восстать против мира, чтобы подчинить его своей воле». Терзания Родиона Романовича, особенно усугубившиеся после получения письма от Пульхерии Александровны («Не бывать тому, пока я жив, не бывать, не бывать, не бывать!»), сопоставимы с гамлетовским настроем: «О мысль моя, отныне ты должна / Кровавой быть, иль грош тебе цена».
В число литературных предшественников Раскольникова входят и мятежные герои-романтики, среди которых выделяются байроновские гордые индивидуалисты Корсар, Лара, Манфред. В черновых материалах Достоевского сохранились записи, свидетельствующие о том, что автор видел определённое сходство между Родионом Романовичем и юным аристократом с «опустошённой душой» Жаном Сбогаром — персонажем одноимённого произведения Шарля Нодье.
Литературовед Георгий Фридлендер отмечал, что существует определённая перекличка между «Преступлением и наказанием» и романом Эдуарда Булвер-Литтона «Юджин Арам», опубликованным в 1831 году. В основу «Юджина Арама» легли реальные события, происходившие в Англии в XVIII веке; главный герой произведения — учёный, мечтающий о значительном научном открытии, — совершил убийство. По замечанию Фридлендера, деяние Юджина Арама имело сходство «с преступлением Раскольникова». В число персонажей «наполеоновского» типа литературовед включил также революционера-террориста Джона Бартона — героя социального романа Элизабет Гаскелл «Мэри Бартон», вышедшего в 1848 году.
Достоевский с большим интересом следил за творчеством Виктора Гюго — в одной из своих тетрадей Фёдор Михайлович написал, что у этого французского прозаика «бездна художественных ошибок, но зато то, что у него вышло без ошибок, равняется по высоте Шекспиру». В 1862 году, когда роман Гюго «Собор Парижской Богоматери», впервые полностью переведённый в России, стал печататься в журнале «Время», Достоевский предварил публикацию предисловием, в котором отметил, что главной темой в искусстве XIX века должно стать оправдание «всеми отринутых парий общества». Через несколько лет сочетание «парии общества» появилось — применительно к Соне и Раскольникову — в черновиках к «Преступлению и наказанию».
В 1861 году в журнале «Время» Достоевский опубликовал несколько рассказов Эдгара По, включая «Сердце-обличитель». Мотив вины, испытываемой рассказчиком, убившим старика, исследователи соотносят со страхами, преследующими Раскольникова, у которого и во сне, и во время встречи с проницательным мещанином (внятно произносящим: «Убивец!») начинает сильно биться сердце: «Ведь именно оно является обличителем».

## Влияние на мировую культуру

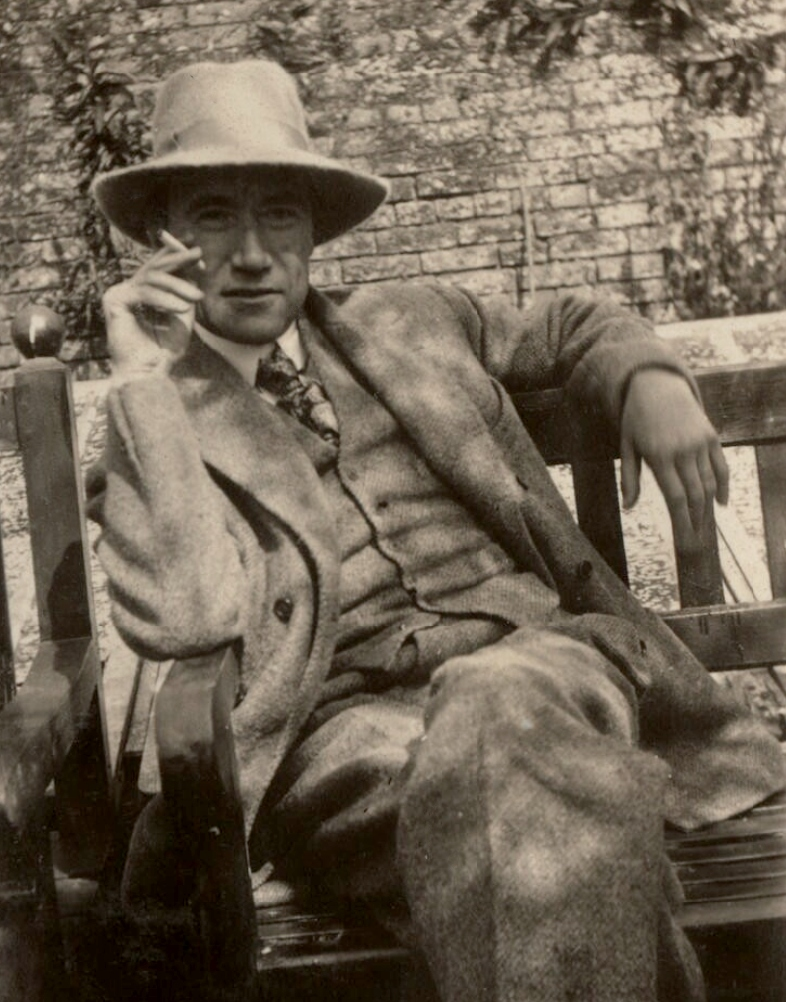
Андре Жид

Выход в свет «Преступления и наказания» способствовал появлению многочисленных произведений-«спутников», которые в разных вариациях воспроизводили фабулу, мотивы, образы из произведения Достоевского. Так, всплеск интереса к роману (сопровождаемый «потоком подражаний и заимствований») был отмечен во Франции в 1880-х годах, когда зрителям театра «Одеон» была представлена его сценическая версия. Одним из первых произведений, созданных под непосредственным влиянием «Преступления и наказания», стал роман Поля Бурже «Ученик» (1889) — в нём персонаж Робер Грелу воспринимает совершаемое им преступление как некий «естественнонаучный эксперимент».
Затем петербургская история получила своеобразное продолжение в «Книге Монеллы» (1894) Марселя Швоба, героиня которой во многом повторила судьбу Сони Мармеладовой. Отсылки к «Преступлению и наказанию» присутствуют и в творчестве Андре Жида, — по мнению исследователей, легко обнаруживаются параллели между Раскольниковым и девятнадцатилетним героем «Подземелья Ватикана» (1914) Лафкадио Влуики. Сам же роман Андре Жида критики воспринимали как полемический парафраз «Преступления и наказания».
Альбер Камю, называвший себя учеником Достоевского, писал, что, познакомившись с произведениями Фёдора Михайловича в молодости, он пронёс изначальное потрясение через десятилетия: «Он нас учит тому, что мы знаем, но отказываемся признавать». Перекличка с «Преступлением и наказанием» наблюдается уже в первом из романов Камю — «Счастливая смерть» (1936—1938), герой которого решается на убийство «по совести», а после совершённого деяния доходит до полного исступления чувств. По ряду причин автор сам отказался от публикации произведения, однако продолжил тему в повести «Посторонний» (1942), создав в ней образ «необычного» преступника. Отдельные сюжетные линии «Постороннего» опять-таки восходят к «Преступлению и наказанию».
На «Преступление и наказание» обратили внимание и итальянские криминологи, в том числе Энрико Ферри и Рафаэле Гарофало. Ферри писал, что глубокое понимание Достоевским психологии человека, воплощённое в романе, позволило Фёдору Михайловичу «предвосхитить многие выводы науки о преступлениях». Литературный критик Томазо Карлетти, посетивший Россию в конце XIX века и выпустивший книгу «Современная Россия» (1895), отметил, что «Преступление и наказание» сравнимо с профессиональной статьёй криминолога о человеческой природе. Проблема, заявленная в романе Достоевского, заинтересовала итальянского писателя Габриеле Д’Аннунцио, который в своей «Невинной жертве» (1892) создал образ героя, идущего на убийство ради «утверждения права сильного». А в сочинении Луиджи Капуаны «Маркиз Роккавердиана» влияние Достоевского было столь отчётливым, что переводчик дал произведению второе название — «Преступление и наказание».
В 1882 году «Преступление и наказание» было переведено на немецкий язык. Поначалу роман не привлекал внимания читателей, однако после того, как издатель В. Фридрих отправил несколько десятков экземпляров известным литераторам, ситуация изменилась: произведение стало «самой читаемой книгой Достоевского» из тех, что выпускались в Германии в 1880—1890-х годах. Свидетельством её необычайной популярности являются воспоминания современников о том, как поэт Конрад Альберти, придя на встречу с представителями берлинского клуба натуралистов, немедленно спросил у собравшихся: «Вы уже прочли „Раскольникова“ Достоевского? По сравнению с ним мы все жалкие дилетанты». Большим поклонником Достоевского был Герман Гессе, писавший:

Книги, подобные «Идиоту», «Раскольникову» и «Братьям Карамазовым», будут в грядущем, когда всё внешнее в них устареет, восприниматься человечеством в их совокупности, так, как мы сейчас воспринимаем Данте, едва ли понятного в сотне отдельных мелочей, но вечно живого и потрясающего нас, ибо в нём запечатлён поэтический образ целой эпохи мировой истории.
Непосредственное воздействие Достоевского просматривается в романе Франца Кафки «Процесс». По словам литературоведа Александра Белобратова, пересечение с отдельными эпизодами, событиями и мотивами «Преступления и наказания» обнаруживаются во всём «интертекстуальном поле» «Процесса». В обоих произведениях присутствует «ситуация „ареста без заключения“»; Раскольников и Йозеф К. при общении со следователями ведут себя почти одинаково; в сюжетных линиях, связанных с расследованием, возникает тема маляров; перекличка выявляется даже при описании полицейского участка и судебной канцелярии. «Подобного рода схождения многочисленны и участвуют в структурировании и смыслообразовании романа австрийского писателя», — подчеркнул Белобратов.
В XXI веке роман «Преступление и наказание» подвиг режиссёра и писателя Вуди Аллена к созданию фильма, герой которого Эйб Лукас — преподаватель философии и знаток творчества Достоевского — является своеобразным «потомком» Родиона Раскольникова. Картина «Иррациональный человек» вышла в 2015 году. По замечанию рецензента газеты «Ведомости» Олега Зинцова, с одной стороны, параллели с Достоевским в ленте обозначены весьма чётко («..если студент Родион Раскольников, задумав убить старуху-процентщицу, исходил из идеи сверхчеловека, то преподаватель Эйб Лукас мыслит убийство пристрастного судьи как едва ли не нравственный императив»); с другой — режиссёр вовсе не стремился к буквальному переложению сюжета «Преступления и наказания», а потому в иные моменты возникает впечатление, что «ещё немного — и Вуди Аллен весело посмеётся над Достоевским».

## Адаптации

### Сценические версии

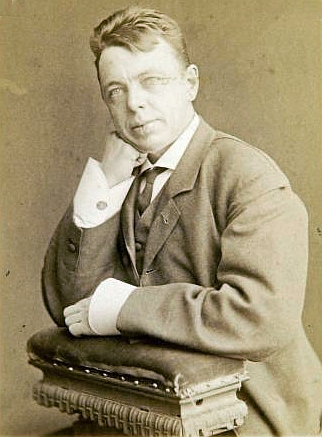
В. Н. Андреев-Бурлак

Первым «актёром», представившим зрителям отрывки из «Преступления и наказания», был сам Достоевский, выступивший с чтением фрагментов ещё не завершённого романа в марте 1866 года на мероприятии, посвящённом сбору средств в пользу Литературного фонда. Через год, когда публикация произведения в «Русском вестнике» уже завершилась, к автору обратился литератор Александр Ушаков с предложением «приноровить его [роман] для сцены». Однако план инсценировки, составленный Ушаковым и направленный в Главное управление по делам печати, получил отрицательный вердикт цензора, отметившего в рапорте, что «в основе пьесы лежит нигилистическая идея о невменяемости».
В 1880-х годах в России получили известность моноспектакли по «Преступлению и наказанию», подготовленные актёром Василием Андреевым-Бурлаком. В рецензии газеты «Новое время» (1884) отмечалось, что читаемые со сцены клуба петербургского Художественного общества монологи Мармеладова в исполнении Андреева-Бурлака «вызывали слёзы у публики»: «Актёр явился тут настоящим, большим художником, умеющим побеждать массу зрителей, заставлять их притаить дыхание и плакать искренними слезами настоящего сострадания».
Первый спектакль по мотивам «Преступления и наказания» был поставлен в 1888 году в парижском театре «Одеон»; постановку осуществили Поль Жинисти и Гюг ле Ру, роль Раскольникова исполнил Поль Муне. Через два года сценическая версия романа была представлена зрителям Германии — пьесу написали Е. Цабель и Э. Коппель, образ Раскольникова воплотил Адальберт Матковский. Инсценируя «Преступление и наказание», драматурги отнюдь не всегда следовали тексту романа: так, в спектакле «Одеона» главный герой шёл на преступление из-за того, что старуха «толкала Соню на путь порока»; авторы немецкой версии также изменили сюжетную канву, сделав Алёну Ивановну своеобразной «посредницей» между Соней и Свидригайловым.
В России первая инсценировка «Преступления и наказания» была осуществлена в 1899 году в Театре Литературно-художественного общества в Петербурге (Петербургском малом театре). Исполнитель главной роли Павел Орленев, по отзывам рецензентов, настолько «артистически точно передал и человечески переболел раздвоенностью, раздражением, нервными срывами своего героя», что это перевоплощение стало для актёра жизненной проблемой, — в определённый момент он признался, что «Раскольников убил в нём жизнерадостность».
В советское время одной из весьма заметных сценических версий романа стал спектакль Театра имени Моссовета «Петербургские сновидения» (1969). Режиссёр Юрий Завадский, объясняя свой выбор и трактовку произведения, писал, что «над Раскольниковым нет неба. Мечется перед нами в бесплодных попытках вырваться из замкнутого пространства, из городского колодца, в сущности, очень беспомощный и очень несчастный человек». Рецензенты отмечали, что в спектакле Завадского «соединились поэзия, гротеск и публицистика». Первым исполнителем роли Раскольникова в «Петербургских сновидениях» был Геннадий Бортников; позже режиссёр ввёл на эту роль ещё и Георгия Тараторкина. В итоге, по утверждению критика С. Овчинниковой, в театре появились две «равно интересные для зрителей» версии одного спектакля.
В 1979 году спектакль «Преступление и наказание» был поставлен в Театре на Таганке. Постановка Юрия Любимова отличалась максимальной жёсткостью и полемичностью: «Никакого отпущения грехов за содеянное! Никакого смягчения приговора за покаяние!» Раскольников (Александр Трофимов), относящийся к человечеству с откровенным презрением, сталкивался с угрюмым цинизмом Свидригайлова (Владимир Высоцкий).

Когда в финале Раскольников — А. Трофимов зажигал свечи, зажатые в руках убитых им женщин, и две актрисы… широко распахивали глаза, будто бы прощая, тотчас же появлялся Свидригайлов, который свечи задувал. Это означало: прощения не будет. Затем Свидригайлов выходил в центр сцены, и Высоцкий — уже не от свидригайловского имени, а от себя, от Любимова, от театра — громко возвещал: «Молодец Раскольников, что старуху убил. Жаль, что попался!»

### Экранизации

П. Н. Орленев в роли Раскольникова

Первая из известных экранизаций «Преступления и наказания» была осуществлена в России в 1909 году режиссёром Василием Гончаровым; сам фильм, премьера которого состоялась в мае 1910-го, не сохранился. Через несколько лет свою киноиллюстрацию к роману представил режиссёр Иван Вронский, пригласивший на роль Раскольникова Павла Орленева. Зимой 1913 года журнал «Театр и жизнь» разместил заметку, в которой говорилось, что «Орленев впервые выступил в двух киногастролях — „Преступление и наказание“ и „Горе-злосчастье“». Киногастролями (или кинемодрамами) в ту пору называли действо, при котором театральная постановка была соединена с одновременным показом на экране фрагментов ленты.
В 1934 году вышел фильм «Преступление и наказание» (Crime et châtiment) французского режиссёра Пьера Шеналя. Актёр Пьер Бланшар, воплотивший на экране образ Раскольникова, получил на Международном кинофестивале в Венеции (1935) Кубок Вольпи за лучшую мужскую роль. В 1935 году к экранизации романа приступил американский режиссёр Джозеф фон Штернберг; снятая им картина по роману Достоевского в оригинале имела название Crime and Punishment. Роль Раскольникова в этой ленте сыграл актёр Петер Лорре.
Ещё одна французская киноверсия «Преступления и наказания» (Crime et Chatiment) была представлена зрителям в 1956 году. Фильм поставил режиссёр Жорж Лампен, роль Рене Брунеля — парижского «Раскольникова» — сыграл Робер Оссейн, а Марина Влади (в ту пору — жена Оссейна) создала образ Лили Марселен — «французской» Сони Мармеладовой. Музыку к картине написал композитор Артюр Онеггер.
В СССР первая экранизация романа Достоевского состоялась в 1969 году. Двухсерийный фильм «Преступление и наказание», снятый Львом Кулиджановым, участвовал в основной программе Венецианского кинофестиваля. Создатели и актёры ленты (режиссёр-постановщик Лев Кулиджанов, художник-постановщик Пётр Пашкевич, оператор Вячеслав Шумский; актёры Георгий Тараторкин (Раскольников) и Иннокентий Смоктуновский (Порфирий Петрович) были удостоены Государственной премии РСФСР имени братьев Васильевых (1971). По словам киноведа Андрея Плахова, в отличие от Ивана Пырьева, поставившего двумя годами ранее фильм по другому роману Достоевского — «Братьям Карамазовым», — Кулиджанов «предложил холодноватую интеллектуальную» трактовку произведения. В Тараторкине-Раскольникове критики отметили «какую-то особую, присущую страдающим людям аскетичность и нервность».
В 1994 году вышел фильм Александра Сокурова «Тихие страницы», поставленный по мотивам русской прозы, в том числе «Преступления и наказания». По замечанию киноведа Дмитрия Савельева, в ленте Сокурова присутствуют «лишь несколько прямых прикосновений» к роману Достоевского: «Существенным остаётся преднамеренное убийство как точка отсчёта и просчёта».
В 2007 году режиссёр Дмитрий Светозаров выпустил 8-серийный телевизионный фильм «Преступление и наказание», в котором снимались Владимир Кошевой (Раскольников), Полина Филоненко (Соня Мармеладова), Андрей Панин (Порфирий Петрович), Александр Балуев (Свидригайлов). Экранизация Светозарова вызвала неоднозначные отклики у критиков — так, литературоведа Людмилу Сараскину удивил основной посыл ленты, выраженный в строчках песни, которая звучит на фоне титров: «Кто много посмеет, тот и прав. Тот над ними и властелин».

Авторы, увлечённые поиском аутентичных пуговиц, не поверили Достоевскому в главном — так что мы видим другого Раскольникова, другую историю. Раскольников-Кошевой, лишённый нравственных рефлексий, одержимый одной лишь злобой, не способный ужаснуться содеянному или хотя бы сожалеть о нём, предвосхищает Петрушу Верховенского. 
В 2024 году состоялась цифровая премьера сериала «Преступление и наказание». Сюжет классического произведения был перенесен в Санкт-Петербург XXI века. Главные роли в современной адаптации сыграли Иван Янковский, Владимир Мишуков, Алена Михайлова.